# Xuxa
Maria da Graça Xuxa Meneghel, mais conhecida como Xuxa (Santa Rosa, 27 de março de 1963), é uma apresentadora, atriz, cantora, compositora, empresária, filantropa e ex-modelo brasileira. Ela se tornou uma personalidade de televisão na década de 1980, e a partir de 1986, sagrou-se como uma das figuras de maior impacto na cultura popular latino-americana ao comandar o Xou da Xuxa, na Rede Globo, onde recebia 80 mil cartas por dia. Nos anos 1990, ela expandiu sua carreira para o exterior, onde apresentou atrações na Argentina, Espanha e Estados Unidos simultaneamente, que eram assistidos por cerca de 250 milhões de telespectadores diariamente em todos os continentes do mundo. Nessa mesma década, manteve sua popularidade no Brasil, com os programas Xuxa Park e Planeta Xuxa, que obtiverem altos índices de audiência. Na década de 2000, a viu experimentando um novo auge comercial com o projeto Xuxa Só para Baixinhos.
Em paralelo, suas atuações em filmes bateu recordes de públicos em produções como Lua de Cristal (1990), Super Xuxa contra Baixo Astral (1988), Xuxa Requebra (1999), Xuxa Popstar (2000) e Xuxa e os Duendes (2001); o primeiro dos quais vendeu 5,5 milhões de ingressos, sendo o filme brasileiro mais assistido dos anos 90. Com isso, tornou-se a atriz de maior média de público desde a retomada do cinema brasileiro, com mais de 37 milhões de espectadores.
Como artista musical, ela lançou 35 álbuns de estúdio e 23 álbuns de vídeo entre 50 à 60 milhões de unidades, tornando-se um dos artistas recordistas em vendas de discos no mundo. Xuxa também é considerada a apresentadora de TV que mais vendeu discos em escala global, sendo a única artista brasileira com esse feito. Os álbuns  Xou da Xuxa (1986), Xegundo Xou da Xuxa (1987), Xou da Xuxa 3 (1988) e 4º Xou da Xuxa (1989) estão entre os mais vendidos na história da indústria fonográfica brasileira, sendo que o terceiro foi considerado, pelo Livro dos Recordes, o mais lucrativo de todos os tempos do gênero infantil. Depois de se consolidar no Brasil, ela migrou para o mercado hispânico a partir de 1989, com seu album homônimo, que vendeu 2 milhões ou até 5,2 milhões de cópias mundialmente, de acordo com diferentes fontes. Na década de 2000, ela voltou a experimentar um novo auge comercial, com os volumes da série Xuxa Só para Baixinhos (XSPB), que a rendeu inúmeras certificações de vendas, incluindo de diamante em sua quinta e sexta edições. As canções de maior popularidade da artista incluem "Doce Mel (Bom Estar com Você)", "Ilariê" — esta que atingiu o décimo primeiro lugar na parada latina da revista Billboard nos Estados Unidos — "Parabéns da Xuxa", "Brincar de Índio", "Lua de Cristal", "Abecedário da Xuxa", "Dança da Xuxa", "Cinco Patinhos", "Estátua" e "Soco, Bate, Vira".
Ao longo de sua carreira musical, ela venceu dois prêmios Grammy Latino, em um total de seis indicações. Em janeiro de 2019 seu patrimônio líquido foi estimado em US$ 160 milhões de dólares, em torno de 670 milhões de reais na ocasião, o que a colocou como a 11.ª atriz mais rica do mundo. Xuxa também foi eleita pela publicação estadunidense Forbes, em 1991 e 1993, como uma das celebridades mais bem pagas do mundo no ano, tornando-se a primeira latino-americana a entrar na lista. Em 1992 a revista americana Los Angeles Times comparou o sucesso de Xuxa na América Latina com a "Beatlemania".

## Biografia

### Nascimento e família

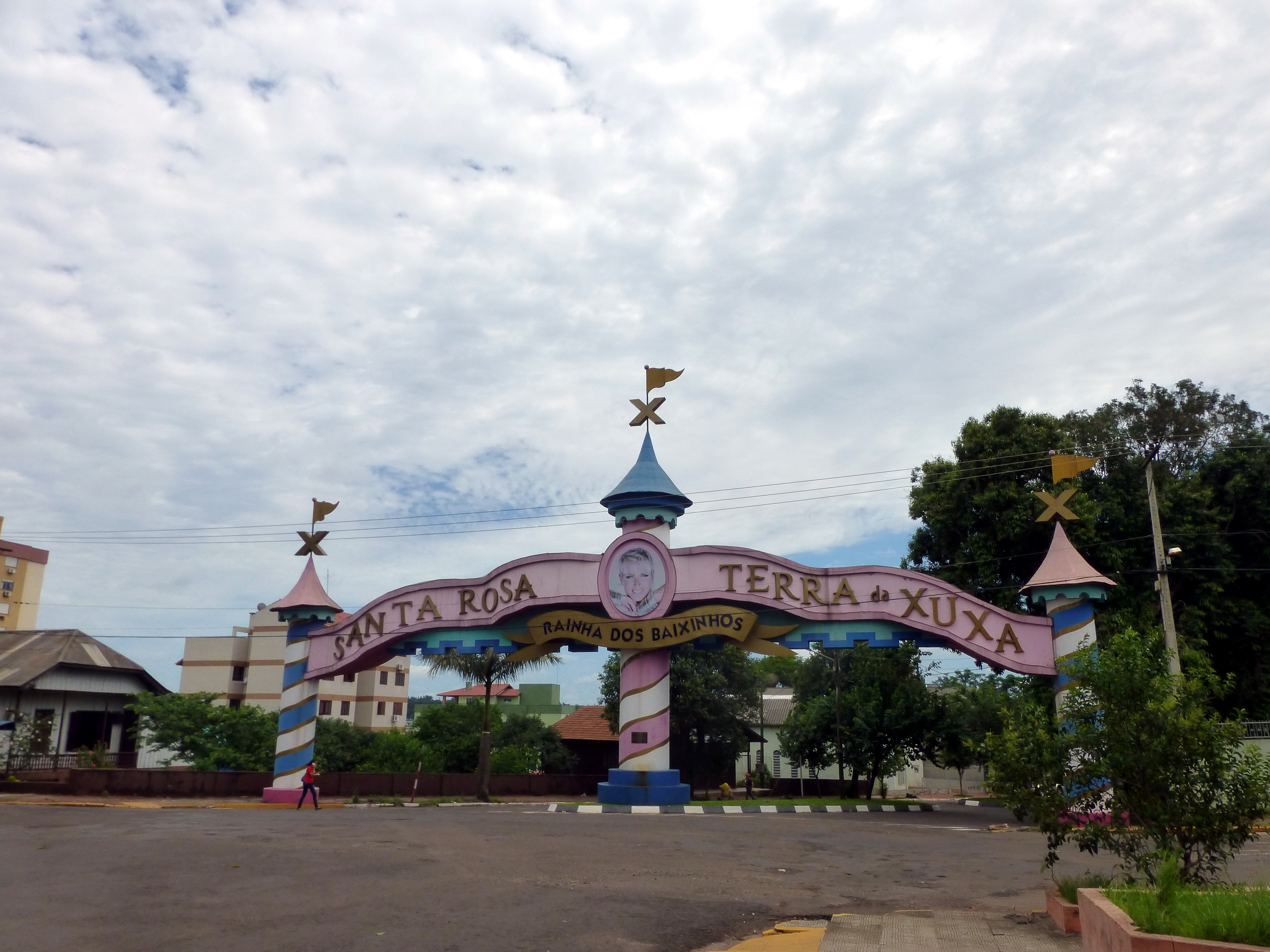
O Pórtico da Xuxa é um monumento em homenagem a Xuxa erguido em sua cidade natal.

Maria da Graça Meneghel nasceu em Santa Rosa, interior do estado do Rio Grande do Sul, em 27 de março de 1963. Seu pai, Luís Floriano Meneghel (1932–2017), ao saber que o bebê e a mãe corriam risco de vida durante o parto, prometeu dar-lhe um nome em homenagem à Nossa Senhora das Graças se tudo terminasse bem. Entretanto, a pequena Maria da Graça viria a ser conhecida pelo apelido de "Xuxa", atribuído pelo irmão Bladimir. Em 1988, ela conseguiu judicialmente incorporar o apelido ao seu nome de batismo.
Xuxa é descendente de italianos da localidade de Imer, província autônoma de Trento. Seu bisavô imigrou para o Brasil no fim do século XIX. Em 2013 teve sua nacionalidade italiana reconhecida. Xuxa também é descendente de poloneses, alemães e suíços.
A mãe da apresentadora, Alda Meneghel – nascida Alda Flores da Rocha (1937–2018) –, era portadora do mal de Parkinson e diabetes mellitus.

### Infância
Xuxa passou a primeira infância em sua cidade natal e aos sete anos toda sua família mudou-se para a cidade do Rio de Janeiro, onde viveu no bairro de Bento Ribeiro, subúrbio da capital fluminense.

## Carreira

### 1979–86: Carreira como modelo e Manchete
Xuxa começou a carreira como modelo em 1979, aos dezesseis anos, sendo que em abril de 1980 já estampava a capa de uma das principais revistas do país na época, a Carinho. Naquele ano Xuxa chegou a sair na capa de mais de 80 revistas. Em dezembro de 1982 posou nua para a revista Playboy, ensaio o qual foi reeditado pela versão argentina da revista em 1991 sem seu consentimento. Nesta época foi contratada como modelo da agência Ford Models, a maior do país, e passou a desfilar pelas principais grifes do país, além de realizar trabalhos nos Estados Unidos e Europa. Ainda em 1982 estrelou o filme Amor Estranho Amor ao lado de Tarcísio Meira, Mauro Mendonça e Vera Fischer, no qual interpretou uma dissimulada prostituta que seduzia e levava para cama o filho de 12 anos de seu ex-amante. Apesar de se tratar de um trabalho de dramaturgia, o filme causou constrangimento quando ela se tornou apresentadora infantil e uma falsa lenda de que Xuxa era envolvida com pedofilia levou-a a processar o Google em 2011.  Com exibição proibida desde 1992 pelo embargo judicial, o filme foi liberado em 2018, quando a Xuxa Produções extinguiu o acordo. Em uma entrevista recente, Xuxa explicou que não se arrepende do filme, e que foi gravado quando ela era menor de idade.   
Em 1983, aos vinte anos, Xuxa foi convidada pelo diretor Maurício Sherman para apresentar o Clube da Criança, na extinta Rede Manchete. Neste período, Xuxa trabalhava em Nova Iorque durante a semana e retornava ao Rio durante os fins de semana para gravar os programas que iam ao ar na semana seguinte. A agência exigiu que ela fizesse uma escolha entre a carreira de modelo ou a de apresentadora. Xuxa escolheu o programa infantil. O formato do programa era considerado inovador, pois foi o primeiro a ter desenhos animados intercalados com brincadeiras e atrações musicais. No mesmo ano estrelou o filme Fuscão Preto juntamente com Almir Rogério, que é o interprete da música honônima lançada no ano anterior e tema principal do filme.
Em 1985, lança o Xuxa e Seus Amigos que vendeu mais de 500.000 cópias.

### 1986–90: TV Globo, música e cinema

Em 30 de junho de 1986, Xuxa estreou o programa Xou da Xuxa, que a consagrou como a "Rainha dos Baixinhos".

O desempenho de Xuxa chamou a atenção do diretor Mario Lúcio Vaz, que ofereceu um salário três vezes maior para que ela apresentasse um programa infantil na TV Globo, o que foi aceito por ela. Em 30 de junho de 1986 estreava o Xou da Xuxa, que era um programa diário com o seu nome e que foi exibido por 6,5 anos de segunda a sábado nas manhãs da emissora. O programa acabou marcando uma geração inteira. Baseado em ideias da apresentadora, diversos quadros e momentos do programa se tornaram um marco e diversos clichês no formato de programas infantis até meados da década de 2000, como as suas chegadas e saídas triunfais por meio de uma nave espacial, o momento em que a apresentadora incentivava as crianças a tomarem o café da manhã. Outro símbolos da época são a “marquinha da Xuxa”, um beijinho que deixava a marca de batom da apresentadora e também os aparatos que a apresentadora usava para prender o cabelo que ganharam o nome de "xuquinhas". Além de divertir, a apresentadora sempre passou mensagens positivas para o público, como os bordões "Querer, poder e conseguir!", "Corra atrás do seu sonho", "A droga é uma droga", e muitas outras.
No programa Natal de 1986, a apresentadora recebeu seu oitavo disco de platina, que era um prêmio concedido a cada 250 mil cópias vendidas do primeiro álbum. O LP Xou da Xuxa, da gravadora Som Livre, até então tinha vendido mais de 2 milhões de cópias, conseguindo até então o recorde sul-americano absoluto de vendagem de um só disco. Xuxa tinha vendido mais do que Roberto Carlos naquele ano, vendendo na época mais de 2.700.000 de cópias, atualmente ultrapassa 4.000.000 de cópias vendidas no geral. Nos anos seguintes, lançou sucessivamente uma série de seis discos sob a marca. Os dois mais notórios foram o Xou da Xuxa 2 e o Xou da Xuxa 3, que respectivamente quebraram os recordes absolutos do primeiro disco com vendas que chegaram sucessivamente a 3,5 milhões e a 6,5 milhões. Durante este período, a apresentadora saiu em turnês gigantescas e que chegaram a ser vistas por milhões de pessoas. Em 1987, o jornal francês Libération incluiu Xuxa na lista das dez mulheres de maior destaque do planeta, ao lado de mulheres como Margaret Thatcher, que era a primeira-ministra britânica à época, e também a sua equivalente norueguesa Gro Harlem Brundtland.
Em 1988, Xuxa lançou seu primeiro longa-metragem, Super Xuxa contra Baixo Astral. Na produção, Xuxa faz o papel dela mesma convocando a sua audiência para cuidar do meio ambiente e de suas cidades. Enquanto isso, o Baixo Astral, um ser demoníaco mal-humorado que vive nos esgotos da cidade do Rio de Janeiro, decide se vingar de Xuxa por meio do sequestro de seu cachorro Xuxo. Ela sai em busca de seu animal de estimação e acaba indo parar em uma dimensão paralela conhecida como Alto Astral. O filme foi lançado em junho de 1988 e recebeu uma resposta imediata do público. Foi o terceiro filme mais visto nos cinemas brasileiros naquele ano e e o filme brasileiro mais visto desse ano. A resposta crítica foi mista: Enquanto que alguns elogiavam sua criatividade, outros criticaram abertamente o filme sob as alegações de um roteiro fraco e abuso de propagandas dos patrocinadores. Os custos do filme ultrapassaram mais de US$ 1 milhão, enquanto o público no primeiro final de semana de exibição chegou a mais de 3 milhões de pessoas. O tema musical, Arco-Íris, tornou-se um dos maiores sucessos de sua carreira. Acompanhando o lançamento do filme em VHS, foi lançada a sua trilha musical em janeiro de 1989 e imediatamente foram vendidas mais 110 mil cópias.
Em paralelo ao Xou da Xuxa, a apresentadora começou a desenvolver outros projetos na televisão para atingir diversos públicos. O primeiro exemplo foi o programa Bobeou Dançou. Originalmente, ele era um quadro de seu programa dedicado aos adolescentes, e servia de teste para introduzir a imagem da apresentadora a novos públicos. A atração fez tanto sucesso que a direção da TV Globo decidiu desmembrá-lo e torná-lo um programa independente. Com a direção de Marlene Mattos e ao contrário do Xou,  seu formato consistia em gincanas baseadas em ditados populares. O programa foi transmitido no segundo semestre de 1989. No mesmo ano, o 4 Xou da xuxa era lançado, vendendo mais de 3.500.000 cópias, tendo sucessos como Tindolelê, Dinda ou Dindinha, Bobeou Dançou, Remelexuxa, Milagre da Vida, Dona Girafa e Passatempo.
Em junho de 1990 Xuxa lança seu segundo longa-metragem solo, Lua de Cristal, seu maior êxito de bilheteria. O filme vendeu 5 milhões de ingressos e está em 21º lugar no ranking de filmes nacionais mais vistos de 1970 a 2011 segundo a Ancine (Agência Nacional do Cinema). Na produção, a atriz interpreta Maria da Graça, uma jovem bonita e sonhadora que se muda para a cidade grande com a intenção de ter aulas de canto. Lá, ela se hospeda na casa de sua tia Zuleika e seus primos Lidinha e Mauricinho, que vivem atormentando sua vida, fazendo-a trabalhar como uma escrava. Por ser um tanto ingênua e tímida, Maria vive caindo nas armações de Lidinha; é alvo das constantes cantadas de Mauricinho, que ela rejeita, tendo de suportar também os detestáveis amigos deste, enquanto não consegue se adaptar à cidade. Porém, em meio a tantos problemas, Maria conhece a pequena Duda, sua vizinha, e o desajeitado Bob, que se tornam seus amigos. Bob é a materialização do príncipe de Maria em seus sonhos, e este a ajudará a conseguir emprego em sua lanchonete e a transformará na estrela de um show. O tema musical homônimo converteu-se em um dos maiores sucessos da carreira. Em agosto do mesmo ano, ela lança o Xuxa 5, vendendo cerca de 2.000.000 de cópias, que contém sucessos como Lua de Cristal, Pinel por Você, Trem Fantasma, Tempero da Lambada e I Love You Xuxu.

### 1990–94: Sucesso internacional

Em 1993, Xuxa lançou a versão em inglês de seu programa nos EUA, sendo transmitido por cerca de 100 emissoras

Em novembro de 1990 Xuxa foi convidada pela Academia Internacional das Artes e Ciências Televisivas dos Estados Unidos para entregar o Prémio Emmy Internacional na categoria de melhor programa infantil e apresentar uma de suas canções, na festa de premiação. O New York Times destacou seu estrondoso sucesso no Brasil e na América Latina, em uma matéria feita pelo correspondente no Rio de Janeiro James Brooke. A publicação destacou as vendas de discos da apresentadora que em 1990 já chegavam a 12 milhões de cópias, além do seu sucesso no mercado latino, quando alcançou as primeiras 300 mil cópias vendidas com o seu primeiro álbum em espanhol, mais tarde chegando a mais de 5.200.000 de cópias vendidas. Foi considerada pela New York Magazine a Madonna latino-americana. Em 1991 foi lançado o Xuxa 2 e o Xou da Xuxa Seis, ambos tem a mesma capa, vendendo cerca de 1.000.000 e 1.400.000 cópias, tendo  o sucesso Chindolele e Luna de Cristal no primeiro, já no segundo, O Xou da Xuxa Começou, Hoje é dia de Folia, Novo Planeta e Dança do Coco e Dança do Paloê. Ainda em 1991, expandiu-se para a América Latina, devido ao hit Ilariê. Com isso, uma compilação de músicas dos três primeiros álbuns da franquia Xou da Xuxa foi lançada em uma versão em espanhol, vendendo cerca de 430.000 cópias.[carece de fontes?] As letras da música (como os nomes dos personagens da música Bombom) foram alteradas para manter a estrutura da rima nas músicas e a composição da música não foi reescrita, mas experimentou muitas mudanças durante a mixagem. O álbum Xuxa 2 foi lançado pela primeira vez na Argentina e depois nos Estados Unidos, Equador, Chile, Espanha e Portugal e outros países. A canção Lua de Cristal em espanhol atingiu a 35° posição da Billboard Hot Latin Songs. Em cada país, o design da capa do álbum, a capa posterior e o encarte do álbum foram alterados para refletir diferenças nas letras ou dados da música. Em algumas versões do Xuxa 1 um texto na capa do álbum indicou a pronúncia correta do nome da artista: "Shu-sha". Para divulgar o álbum, Xuxa fez aparições em Los Angeles, Miami, Cidade do México e no Festival de Viña del Mar no Chile. Isso ajudou a aumentar as vendas de seu primeiro álbum internacional, chegando a 900 mil exemplares. O material chegou a 5,2 milhões de cópias vendidas em março de 1991.
Em 1991, Xuxa aparece na 37ª colocação da Forbes entre as 40 mais ricas celebridades daquele ano, com um faturamento de US$ 19 milhões. Xuxa foi a primeira brasileira a integrar a lista. O Paradão da Xuxa surgiu como programa independente após o sucesso do quadro de mesmo nome apresentado no Xou da Xuxa. O programa ficou no ar entre 25 de abril e 26 de dezembro de 1992 nas manhãs de sábado da TV Globo, substituindo o Xou da Xuxa nesse dia. A atração tinha três horas de duração, e diferentes cantores e grupos musicais se apresentavam no programa. A seleção musical ia do samba ao rock, passando pela música sertaneja. No último sábado de cada mês, era exibido o Super Paradão, com destacando as músicas de maior sucesso do período. Foi nesse ano que Xuxa fez sua estreia na TV Argentina com o El Show de Xuxa, exibido pela Telefé, a maior emissora do país. O programa conquistou a grade de 17 países latinos e ainda o mercado hispânico nos Estados Unidos. Também em 1992, Xuxa lançou o programa Xuxa Park na Espanha, na Telecinco. Nesse período, morava 15 dias no Brasil, 15 dias na Argentina e gravava uma vez por mês na Espanha para dar conta de cinco programas simultâneos. No mesmo ano foi escolhida pela People, uma das 50 pessoas mais bonitas do planeta. Entre 1986 e 1992, chegou a receber cerca de 139 discos de ouro, 52 de platina e 10 de diamante - atingindo 18 milhões de álbuns vendidos em seis anos. Ainda em 1992, lançou o Xou da Xuxa Sete que vendeu 890.000 cópias, sendo 400.000 cópias na pré venda. Não obteve sucesso comercial comparado aos outros por conta da crise financeira do país, mesmo assim obteve canções de sucesso, como “Marquei um X”, influenciando o apelido e nome artístico da cantora Lexa (cantora), “A Vida é uma Festa”, “Ai que Coisa Boa”, “Xuxa Park”, “Tribo do Amor”, e a de maior sucesso, “Nosso Canto de Paz”.[carece de fontes?]
Em 1993, Xuxa já chegava a 25 milhões de discos vendidos. Após o término do Xou da Xuxa, a apresentadora comandou o Xuxa, um programa homônimo, entre 2 de maio e 24 de outubro de 1993 nas tardes de domingo da TV Globo. O programa dirigido por Marlene Mattos tinha a proposta de agradar toda a família com brincadeiras e gincanas reunindo pais e filhos, apresentação de números musicais e exibição de um quadro de entrevistas. A atração, de uma hora de duração, tinha como destaque os quadros X do Problema, que abordava temas relacionados aos adolescentes e envolvia a assessoria de especialistas, e Pirâmide, em que adultos famosos formavam pares com crianças do auditório para adivinhar palavras. A cada acerto, a dupla avançava um pouco até chegar ao topo e, assim, conquistar o prêmio – uma quantia em dinheiro. O maior desafio de Xuxa era o quadro de entrevistas Verdade ou Mentira?, pois ela nunca havia desempenhado a função de entrevistadora. Logo na estreia do programa, ela recebeu a apresentadora Hebe Camargo, a primeira-dama da TV brasileira. Todas as semanas o programa ganhava novos quadros. O Mela-Mela, em que a criança recebia um banho surpresa e tinha de adivinhar o que havia caído sobre a sua cabeça (água, tinta, mel ou pétalas de flores), era considerado um dos mais divertidos do programa.
Outro quadro em que o participante saía lambuzado da cabeça aos pés, Pisando no Tomate, também divertia a plateia: a criança tinha que adivinhar, de olhos vendados, em cima de quê estava andando. Todas as brincadeiras davam prêmios em dinheiro. Xuxa abriu espaço para pessoas anônimas através do quadro Minuto da Fama, no qual qualquer um podia ser entrevistado pela apresentadora. O programa lançou a promoção "Uma Ideia para Curar o Mundo": crianças de 5 a 10 anos podiam participar enviando frases e desenhos para a produção. O vencedor recebeu como prêmio uma semana em Los Angeles, com acompanhante, e uma visita ao rancho do cantor Michael Jackson. No cenário do programa, havia um elevador panorâmico transparente no centro, usado por ela para fazer sua entrada triunfal no início da atração. O programa foi cancelado, após cinco meses no ar, por Xuxa precisar diminuir a quantidade de compromissos por conta de um problema na coluna. A apresentadora também estava descontente com o projeto, acreditava que aquele formato não era ideal para ela. Fora os problemas entre a loira e a redatora da atração, Rosana Hermann. Naquele ano, Xuxa só voltaria ao ar em tradicional especial de Natal.
Ainda em 1993, com um contrato assinado com a produtora estadunidense MTM Enterprises, Xuxa foi para os Estados Unidos. A versão americana de seu programa – Xuxa –, falada em inglês, foi lançada naquele país em setembro do mesmo ano. Com meia hora de duração, o infantil continha brincadeiras, números musicais e quadros educativos. O programa era transmitido diariamente por um pool formado por cerca de 100 emissoras, que cobriam 85% do território norte-americano. Nessa mesma época, a rede Univision deixou de exibir El Show de Xuxa. O programa era totalmente baseado no Xou da Xuxa, mas com aspectos mais norte-americanos, ganhando algumas diferenças do programa original, pois as Paquitas receberam o nome de US Pixies e Xuxa tinha a ajuda de personagens como um urso panda chamado Jelly, interpretado por E. E. Bell e Jam, o jaguar, interpretado por Mark Caso. Para alguns observadores, a entrada de Xuxa no mercado americano dominante lembrou a de outra celebridade brasileira multitalentosa; comentando sobre o movimento, o editor da Brazil Magazine em Los Angeles escreveu que "desde Carmen Miranda, o Brasil não teve uma exportável artista". No entanto, o medo das críticas ao inglês de Xuxa, levou os produtores a preparar um quadro educativo, em que Xuxa lê um bilhete de uma criança com uma pergunta sobre artes ou ciências. A pergunta era respondida não pela própria Xuxa, mas através de um vídeo gravado por um americano. Depois, Xuxa passou a deixar claro que estava em uma posição difícil, cantando a música Talk to Me, que dizia algo como "por favor, me ajudem, me entendam. A minha língua é o português". No palco ela recebia alguns famosos, como as gêmeas Mary-Kate e Ashley Olsen, que estrelavam a série Full House. O show foi cancelado por Xuxa ter apresentado um problema na coluna que a obrigou a diminuir o ritmo de trabalho por alguns meses. Durante os bastidores no Good Morning America, onde daria uma entrevista para divulgar o seu programa, ela desmaiou por exaustão antes de entrar no estúdio. Xuxa foi levada às pressas para o hospital. A atração foi reprisada durante dois anos na TV americana, sendo exibida até o final de 1995. Xuxa vendeu mais de 200.000 bonecas e 1.500.000 sandálias nos Estados Unidos.

### 1994–2001: Retorno ao Brasil e afirmação
Em 1994, após a morte de Ayrton Senna, Xuxa decidiu reorganizar suas prioridades, retornando ao Brasil e diminuindo seu ritmo de trabalho para ficar próxima da família. Em 4 de junho voltou a programação da TV Globo com o infantil Xuxa Park, uma versão brasileira de um projeto com o mesmo nome que comandou na Espanha. O programa, exibido nas manhãs de sábado e dirigido por Marlene Mattos, era dividido em oito blocos, tinha quatro horas de duração e misturava brincadeiras, números musicais e desenhos animados. Em seus primeiros anos, a atração era inteiramente gravada no Teatro Fênix. O cenário inicial abrigava um moderno parque de diversões, cheio de luzes, túneis e brinquedos que giravam em todas as direções. Uma grande esfera se abria para que Xuxa fizesse sua entrada triunfal no palco. Ao fundo, havia um palácio de cristal. Em 1995, os cenários foram modificados. O palácio de cristal, no entanto, continuou sendo a principal referência. A novidade era a realização das brincadeiras nos jardins do palácio. Foi também construído um chafariz em volta de uma pira, simbolizando os elementos naturais fogo e água. Para entrar em cena, Xuxa saía de dentro de uma pirâmide. Em setembro de 1999, os cenários do Xuxa Park foram reformulados, a começar pelo tamanho. O programa passou a ser gravado no Projac e todo o espaço do estúdio foi utilizado, deixando apenas pequenos acessos laterais. O espaço foi coberto com painéis coloridos que lembravam outros planetas onde se espalhavam brinquedos. O cenário tinha um estilo futurista e sua concepção foi baseada na proximidade do novo milênio. Na barriga de um dragão foi colocada uma grande cama elástica, coberta com bolas de plástico, e o trenzinho que passeava ao redor do parque se transformou em pequenas naves espaciais presas aos trilhos. Na última fase do programa, Xuxa voltou a usar sua emblemática nave espacial, oriunda do "Xou da Xuxa", que surgia de dentro de uma abóbada de luzes, saindo do chão, como se tivesse chegando ao planeta terra.
Junto com o novo programa, Xuxa lançou o álbum Sexto Sentido. O material vendeu cerca de 1.500.000 de cópias, ganhando um certificado de diamante. Para divulga-lo, a cantora embarcou em uma nova turnê, que levava o nome do álbum. O shows começaram em agosto de 1994 e foram um grande sucesso. A turnê Sexto Sentido durou dois anos e, ainda, englobou as músicas do álbum Luz no Meu Caminho, que foi lançado em 1995, vendendo cerca de 1.000.000 de cópias. Em paralelo ao Xuxa Park, Xuxa comandou o Xuxa Hits. O programa surgiu como um quadro do "Park", em 1994, sendo exibido no último bloco da atração, mas devido ao seu imenso sucesso tornou-se independente. Essa era a primeira vez que Xuxa falava com diretamente com os adolescentes. O cenário era bem elaborado, no centro do palco havia uma passarela com duas escadas, e por cima da passarela tinha uma entrada completamente redonda revestida de papel, onde Xuxa entrava resgando o papel com o logotipo do "Xuxa Hits". No programa, as Paquitas usavam roupas de colegiais: eram a New Generation. O grupo You Can Dance também fazia parte do time na hora da dança. Xuxa aparecia fantasia em todos os programas, aparecendo caracterizada como Penélope Charmosa, Exterminador do Futuro, Pedrita Flinstone, e muitos outros. Em dezembro de 1995, ocorreu o Troféu Xuxa Hits, que durou toda a manhã de sábado, ocupando o horário do Xuxa Park. O especial premiou as músicas mais tocadas no ano. No auge de seu sucesso, em dezembro de 1996, o programa foi cancelado, em virtude do Planeta Xuxa, que estrearia no ano seguinte, e teria um formato semelhante.
Entre 1996 e 1999, Xuxa lançou os álbuns Tô de Bem com a Vida, Boas Notícias, Só Faltava Você e Xuxa 2000, que venderam respectivamente 500.000, 600.000, 240.000 e 100.000 cópias. No entanto, apenas os dois primeiros materiais ganharam uma turnê de divulgação. Inspirado no Xuxa Hits, foi criado o Planeta Xuxa que estreou em 5 de abril de 1997 e imediatamente tornou-se febre entre os que cresceram acompanhando a sua carreira. Inicialmente, o Planeta era exibido nas tardes de sábado da TV Globo, fazendo com que Xuxa apresentasse dois programas simultaneamente no mesmo dia, já que o Xuxa Park ocupava toda as manhãs da emissora. O programa era focado nas apresentações de músicos e bandas de sucesso. O cenário era em formato de discoteca, contava com a participação do público e recebia convidados famosos. O quadro de maior sucesso era o Intimidade, onde a ela fazia as perguntas indiscretas para os convidados. Xuxa, as Paquitas e os demais assistentes de palco exibiam figurinos ousados e coloridos. Além das roupas e acessórios diferentes, a apresentadora também gostava de mudar os penteados: dos apliques às marias-chiquinhas, Xuxa aparecia com visual diferente a cada semana. Em 19 de abril de 1998, o programa mudou de dia e horário, passando a ser exibido aos domingos, às 12h, em razão da Copa do Mundo de 1998, permanecendo neste dia até sua extinção. Na primeira temporada, a entrada de Xuxa no palco se dava através de uma espécie de parede giratória, como se Xuxa saísse de um quadro. Na segunda temporada, a entrada triunfal de Xuxa era através de um imenso globo lilás, que é um dos elementos mais marcantes do programa.
Em 2000, Xuxa revolucionou a indústria infantil ao ser pioneira de álbum visual no Brasil, lançando o Xuxa Só para Baixinhos, “Cinco Patinhos” e “Batatinha Bem Quentinha” são alguns dos sucessos do projeto dedicado a crianças de 0 à 5 anos. Vendeu mais de 1.700.000 de cópias, sucesso absoluto.[carece de fontes?]
Em 11 de janeiro de 2001, um incêndio causado por um curto-circuito interrompeu a gravação do último bloco do Xuxa Park ferindo 26 pessoas. O fogo destruiu os cenários, gerando pânico entre as 300 pessoas que estavam no estúdio – entre elas, 200 crianças. O fogo começou na nave espacial, em que Xuxa entraria nos próximos cinco minutos antes do fogo se alastrar. A apresentadora cantava e dançava, sem perceber o fogo ao fundo do estúdio, quando os bombeiros e seguranças começaram a agir. As vítimas sofreram queimaduras de primeiro, segundo e terceiro graus. Os casos mais graves foram os de Thamires Gomes Valleja, de 7 anos, que ficou presa numa roda-gigante, e de Leonilson Vieira, segurança particular de Xuxa, que resgatou a menina e outras crianças. Ambos se recuperaram dos ferimentos depois de um longo período de internação e operações plásticas custeadas pela Globo. O Xuxa Park foi cancelado à pedido da própria Xuxa, que chegou a cogitar uma aposentadoria.
Em 2001, após a emissora decidir que o Xuxa Park não voltaria ao ar decido à repercussão do incêndio, Marlene Mattos queria que a apresentadora ficasse apenas com o Planeta Xuxa e fizesse em definitivo a transição para o público adulto, notando que seu público jovem era maior que o infantil naquele momento devido ao sucesso do dominical. Xuxa, porém, insistiu em continuar conciliando os dois públicos, lançando  o projeto audiovisual Xuxa Só Para Baixinhos 2, que vendeu cerca de 2.000.000 cópias, que contém vários sucessos como “Dois Peixinhos”, “Enquanto o Seu Lobo Não Vem”, “Cinco Macaquinhos”, “O Ônibus” e outras. Que trazia clipes para cada uma das músicas e era destinado a crianças de 0 a 10 anos. O álbum venceu o Grammy Latino na categoria de Melhor Álbum Infantil.

### 2002–14: Reformulação e amadurecimento

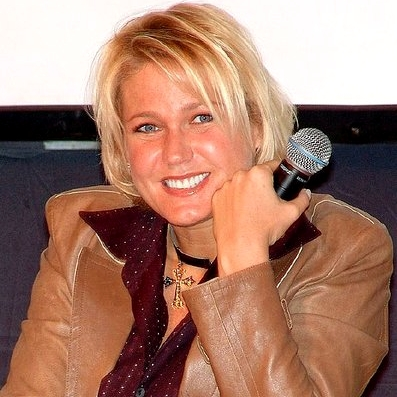
Xuxa durante uma entrevista coletiva em 2005

Em 2002 os conflitos entre Xuxa e Marlene pelo direcionamento de sua carreira se intensificaram e, em junho, a parceria das duas chegou ao fim após quase 20 anos. Com isso, Xuxa colocou fim ao Planeta Xuxa para dedicar-se integralmente ao público infantil, tinha acabado de lançar o Xuxa Só para Baixinhos 3, sendo o cd mais vendido do ano, vendendo mais de 1.700.000 cópias.[carece de fontes?] Xuxa após a separação da Marlene, estava elaborando um programa que fosse a extensão do Xuxa Só Para Baixinhos, não mais com brincadeiras como seus projetos antigos, mas com conteúdo educativo e didático, focado em crianças até 10 anos. Em 28 de outubro estreia o Xuxa no Mundo da Imaginação, exibido nas manhãs de segunda a sexta com uma hora de duração e 32 quadros educativos exibidos alternadamente ao longo da semana. Através de recursos de computação gráfica, Xuxa aparecia sentada em um globo terrestre, com o fundo azul repleto de nuvens brancas, e apresentava 14 quadros que misturavam entretenimento e elementos didáticos. Após muitas reformulações para reverter a baixa audiência, o programa chegou ao fim em 31 de dezembro de 2004.

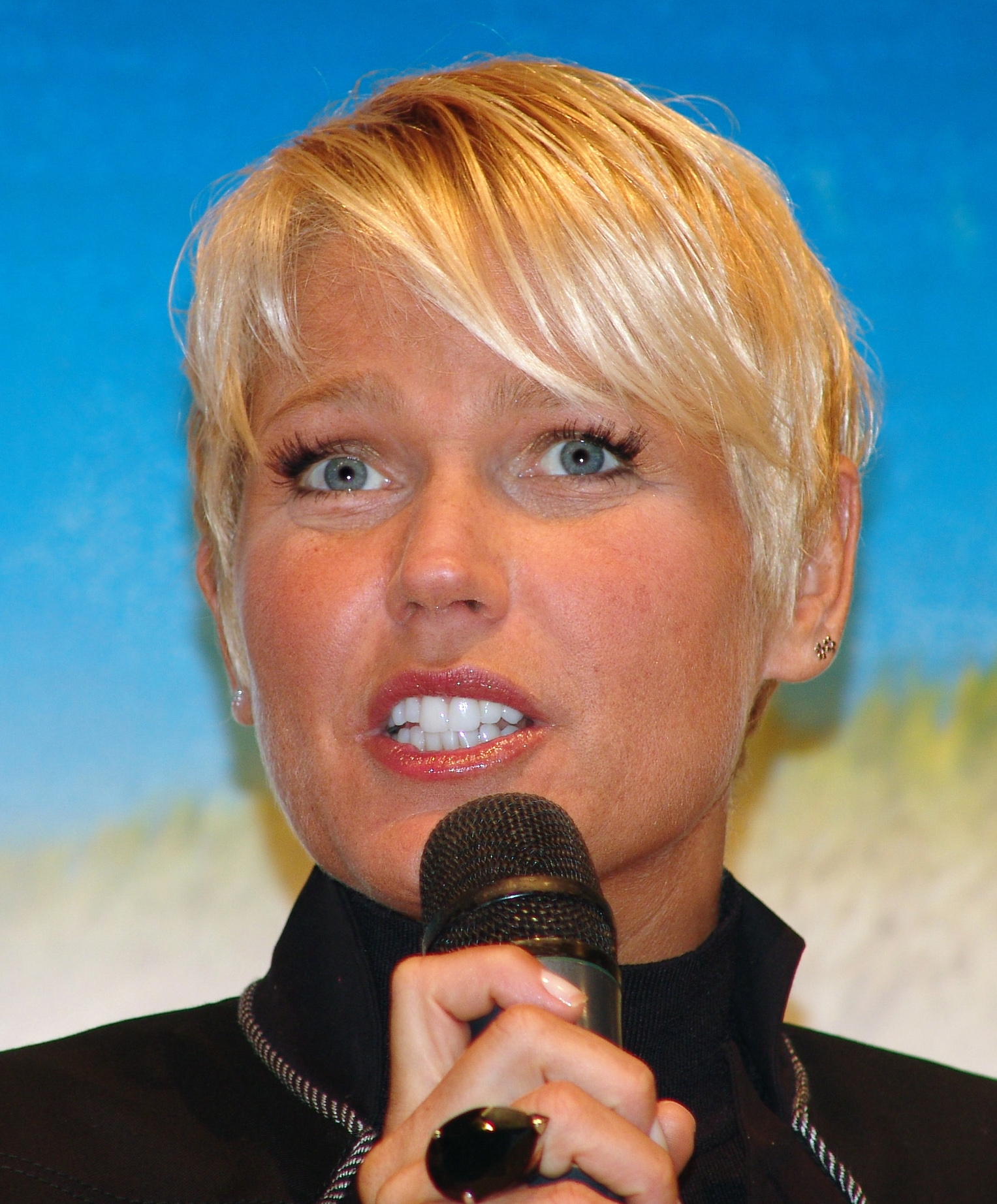
A artista durante uma entrevista coletiva para o lançamento do filme Xuxa Gêmeas, em 2006.

Em 2003, Xuxa foi indicada novamente ao Grammy pelo Xuxa Só Para Baixinhos 3 e levou o segundo troféu na mesma categoria. No dia 30 de junho de 2003, ela inaugurou um parque de diversões com o seu nome. O Mundo da Xuxa, localizado em São Paulo, numa área de 12 mil m², era o maior parque de diversões indoor (coberto) da América Latina e possuía mais de 18 atrações. O Mundo da Xuxa fazia parte do grupo dos três parques de diversões que mais faturavam no Brasil. Juntos os três parques faturavam cerca de R$ 220 milhões por ano. Em 2004, pela terceira vez consecutiva, ela concorreu com o vídeo Xuxa Só Para Baixinhos 4 que vendeu mais de 1.700.000, na mesma categoria, mas o álbum de “Estátua” e “Hula-Hula da Xuxinha” não conquistou a estatueta pra casa da rainha dos baixinhos. A 5ª edição, Xuxa Circo, tornou-se enorme sucesso, vendendo mais de 1.100.000 de cópias  e foi transformado em show, que arrastou multidões para as casas de espetáculos. Em 2005, o Xuxa Festa, promoveu um remix de antigos sucessos. O projeto agradou tanto às crianças quanto aos pais que cresceram acompanhando sua carreira.
Após derrotas sucessivas de audiência com o Xuxa no Mundo da Imaginação, a TV Globo reformulou novamente a atração comandada por Xuxa que mudou de nome e faixa etária e em 4 de abril de 2005 estreou o TV Xuxa. O programa teve duas fases distintas e a primeira era exibida nas manhãs da emissora de segunda a sexta dedicada ao público infantil em uma mistura de brincadeiras, dramaturgia, competições, desenhos animados e apresentação de números musicais – marca dos programas da apresentadora. O nome do programa era uma alusão à fictícia TV Xuxa, uma emissora de televisão com diversas atrações. No mesmo ano lançou a 6ª edição do Xuxa Só Para Baixinhos, o Xuxa Festa, que vendeu mais de 1 milhão de cópias. Após muitas mudanças por não conseguir manter a emissora na liderança isolada, o TV Xuxa deixou de ir ao ar em 31 de dezembro de 2007, sendo substituído no dia seguinte pela TV Globinho, programa apresentado por Geovanna Tominaga. Com o sucesso do XSPB, Xuxa lançou na Argentina, em 2005, o audiovisual Xuxa solamente para bajitos. Em paralelo ao TV Xuxa, a apresentadora comandou o Conexão Xuxa entre 2 de dezembro de 2007 e 11 de janeiro de 2008. O programa contava com quatro times formados por três pessoas (um atleta, uma personalidade e um adolescente). Juntos, eles encaravam diversos tipos de provas físicas e de conhecimentos gerais em belos cenários do País. O programa durava três etapas. Os times eram divididos por cores: amarelo, verde, azul e laranja. As quatro equipes disputavam um X de ouro, que valia três pontos; um X de prata, que valia dois; ou um X de bronze, que valia um ponto. Ao todo, eram três etapas, exibidas em sete edições. Os dois vencedores da primeira etapa e os dois vencedores da segunda disputavam a final do programa. Vencia o grupo que conseguir mais pontos ao longo da competição. O TV Xuxa retornou a grade da TV Globo em 10 de maio de 2008, totalmente remodelado, direcionado a toda a família. Com novos formato e horário, e diferentes atrações, transformou-se em um programa de auditório semanal, exibido aos sábados, às 10h. O programa deixou de exibir desenhos animados, investiu em brincadeiras, e Xuxa passou a receber seus convidados em um palco projetado para entrevistas e números musicais. No ano de 2007, lançou o Xuxa Só para Baixinhos 7, com temática de brincadeiras, foi o 8º dvd mais vendido no ano e ganhou certificado de ouro e platina, vendendo aproximadamente 500 mil cópias. Em 2008, a apresentadora volta com o XSPB 8, que focou na temática escolar, sucesso absoluto, vendeu mais de 1.125.000 cópias, com os clássicos “Tumbalacatumba” e “Boneca de Lata”.

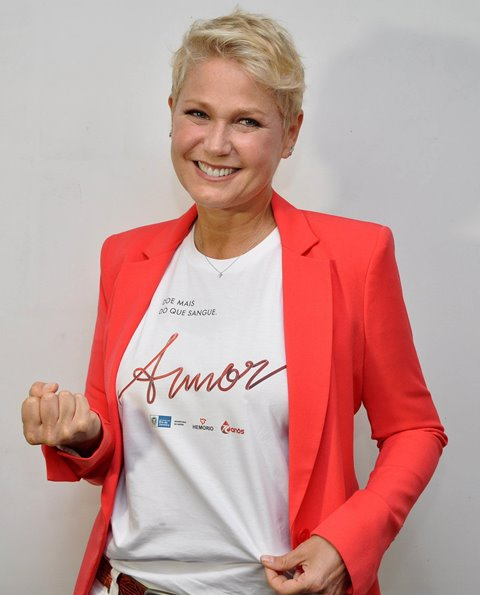
Xuxa durante a campanha "Vem Comigo", do Hemorio, em setembro em 2014.

Em 2009 Xuxa lançou o filme Xuxa em O Mistério de Feiurinha contando o que acontece com as princesas depois do "Felizes para sempre". O filme foi estrelado por Sasha Meneghel, filha da apresentadora, nos cinemas e contou com a participação de Hebe Camargo, Luciano Szafir, Luciano Huck, Angélica, a própria Xuxa, e outros. O longa levou mais de 1.300.000 pessoas ao cinema e foi lançado no Brasil, Estados Unidos e Angola. Na carreira musical, Xuxa deixou a Som Livre, assinando com a Sony Music. Estima-se que o valor do contrato foi de R$ 10 milhões. Pela Sony Music, Xuxa lançou o 9º título da série Xuxa Só Para Baixinhos, intitulado Natal Mágico, que vendeu mais de 100 mil cópias, e em 2010 a 10ª edição do XSPB, intitulado "XSPB 10 - Baixinhos, bichinhos e Mais" o álbum vendeu a quantidade necessária para se tornar o 2º DVD inédito mais vendido de 2010 no Brasil, mais de 370 mil cópias. Em outubro de 2010 Xuxa deu uma entrevista explicando seu rompimento com a "Som Livre" a apresentadora alegou que sua então gravadora, lhe estava fornecendo um orçamento apertado para o tamanho dos seus projetos. Também em 2010, foi eleita pelos leitores do Jornal Clarín a cantora brasileira preferida dos Argentinos.
Em abril de 2011, lança o programa Mundo da Xuxa, na TV Globo Internacional. A atração era exibida para assinantes brasileiros em todos os continentes de segunda à sexta-feira e mostra os melhores momentos da carreira da apresentadora na Globo, além de clipes do XSPB. Com sucesso nas manhãs, o programa TV Xuxa foi transferido paras as tardes de sábado em 2011, substituindo a Sessão de Sábado, que sofria para deixar a emissora na liderança isolada. Em 2012, Xuxa marca presença novamente no Grammy Latino como a única brasileira da categoria Melhor Álbum Infantil, com o XSPB 11, que vendeu mais de 240 mil cópias, sendo a quinta indicação da série Xuxa Só Para Baixinhos. O TV Xuxa chegou ao fim definitivamente em 25 de janeiro de 2014, devido a problemas de saúde da apresentadora. Em 2015 após diversos manifestos de fãs para a reprise do Xou da Xuxa no Canal Viva o grupo Globosat decide atender o pedido, mas com a reapresentação de outro programa o Planeta Xuxa enorme sucesso da apresentadora nos anos 90, porém tudo foi cancelado devido ao rompimento de Xuxa e a Globo.
Em maio de 2014, após cinco anos na Sony Music, Xuxa retorna à Som Livre. Em nota divulgada à imprensa, a gravadora relata que corrige um dos principais erros da história da empresa: "não manter uma das maiores artistas do país".

### 2015–20: TV Record e público adulto

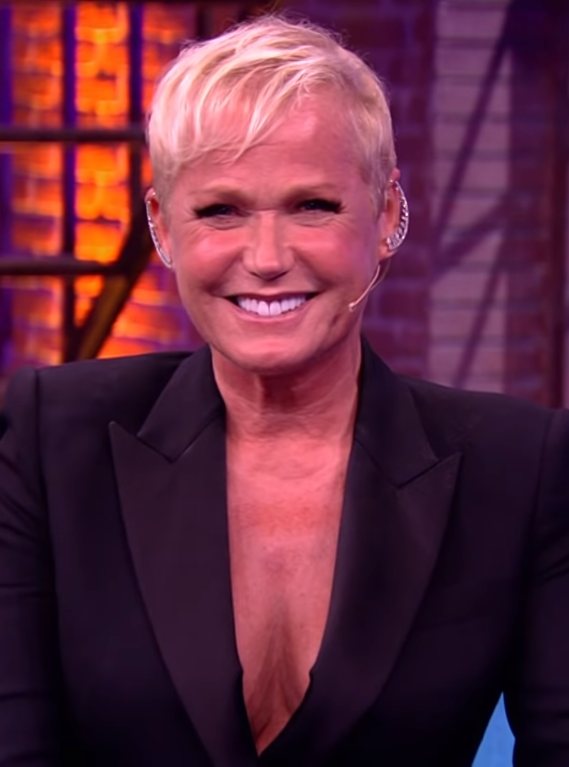
A artista durante uma entrevista no talk-show Lady Night em 2020.

Em 5 de março de 2015, após 29 anos de TV Globo e fora do ar havia mais de um ano com o fim do TV Xuxa, a apresentadora assinou com a TV Record. Xuxa e a TV Globo haviam rompido amigavelmente o contrato em dezembro de 2014. A chegada de Xuxa na sede da emissora foi transmitida ao vivo pelo Programa da Tarde, e a emissora organizou um dos maiores eventos de sua história, com diversos links com os fãs na porta de sua sede, em São Paulo. A assinatura do contrato contou com a presença da alta cúpula da emissora e de jornalistas de diversos meios de comunicação, em uma coletiva de imprensa montada especialmente para a loira no Teatro Record. A contratação foi considerada uma das maiores da história da Record.
Após muitas especulações sobre o formato do programa e em que horário seria exibido, a apresentadora estreou o Xuxa Meneghel em 17 de agosto de 2015 nas noites de segunda-feira. O programa, exibido direto do RecNov, foi inspirado no The Ellen DeGeneres Show e mesclava entretenimento, diversão, emoção, humor, atrações musicais, entrevistas, games e reportagens especiais. A atração também abria espaço para o telespectador interagir pelas redes sociais. Seu último episódio foi ao ar em 19 de dezembro de 2016. Depois de ter seu lançamento adiado várias vezes, a Som Livre lançou em dezembro de 2016, o décimo terceiro volume do Xuxa Só Para Baixinhos. Gravado em 2014, e previsto para ser lançado em setembro de 2016, o XPSB 13 rendeu a Xuxa uma indicação ao Grammy Latino, porém por ter sido lançado fora do prazo estipulado, foi desclassificado pela Academia Latina da Gravação. Em 2016, Xuxa anunciou o lançamento nacional da sua nova turnê de shows, intitulada de XuChá: O Chá da Xuxa, baseado na tradicional festa Chá da Alice.
Em 3 de abril de 2017, Xuxa estreou o programa Dancing Brasil, uma versão brasileira do programa estadunidense Dancing with the Stars, produzido pela Endemol Shine Brasil. Em 2019, a artista estreou dois novos programas: The Four Brasil, uma competição musical exibida nas noites de quarta-feira na primeira temporada, e em alguns domingos a partir da segunda temporada; e Geração Xuxa, seu primeiro programa infantil em doze anos, exibido na plataforma PlayPlus em formato de talk show com crianças. No mesmo ano, Xuxa anunciou o lançamento nacional da sua nova turnê de shows, intitulada de Xuxa Xou. Em janeiro de 2020, Xuxa teve o seu contrato vencido com a Record e optou por não continuar na emissora, declarando que sentiria saudade da emissora.

### 2021–presente: Documentário e retorno à TV Globo
Em janeiro de 2021, Xuxa fecha parceria com a Globoplay para fazer o seu documentário que estava sendo produzido. Ela também assina com a Disney+ para atuar em uma série no Disney+ como uma personagem fictícia sendo a protagonista. Em 8 de dezembro, Xuxa apresentou Arco-Íris e Lua de Cristal junto de Majur no Prêmio Multishow de Música Brasileira 2021.
No dia 26 de março de 2021, durante uma conferência virtual da Assembleia Legislativa do Rio (ALERJ), Xuxa sugeriu o uso de presidiários como cobaias humanas ao invés de animais. Xuxa afirmou que detentos "Pelo menos serviriam para alguma coisa antes de morrer...Provando remédios, vacinas, provando tudo nessas pessoas". Após as reações negativas ao seu comentário, ela se retratou e pediu desculpas dizendo que "… Quem sou eu para dizer que essas pessoas devem ficar ali ou morrer ali. Se eu faço isso, estou sendo ruim como as outras pessoas que também maltratam outras vidas. Eu errei, me julgaram certo..".

Em 2023, Xuxa foi confirmada como apresentadora e jurada do reality show Caravana das Drags, do Prime Video. Em 13 de julho de 2023, foi lançada a série documental Xuxa, o Documentário pelo Globoplay.
Em 2024, Xuxa retorna definitivamente à TV Globo, nove anos depois de ter decidido não renovar com a emissora, ficando com um quadro fixo no Fantástico, onde ajuda animais sem lar e tutores que desejam ter um pet a se encontrarem. No mesmo ano, recebeu uma placa comemorativa de 10 bilhões de plays nas plataformas de streaming após fechar acordo com a Som Livre e anunciar os lançamentos dos álbuns Raridades X e Raridades de Natal.
No dia 21 de setembro ela se apresentou no Rock in Rio, no palco Pavilhão Itaú após show da cantora Katy Perry no Palco Mundo. Xuxa relatou durante o show:  "Eu estava com muito medo que vocês fossem embora e me deixassem aqui", enquanto o coro “Xuxa, eu te amo” se intensificava. Em formato de Pocket Show, Xuxa atraiu uma multidão no festival, se apresentando pra milhares de pessoas, sem divulgação ou transmissão em nenhum canal ou rede televisiva.

## Vida pessoal

### Fortuna e investimentos

Fundada em 1982, Xuxa Produções gerencia a marca e os direitos de imagem de Xuxa, garantindo sua comercialização nacional e internacional.

Em 1982 Xuxa já era considerada uma das principais figuras publicitárias do país, anunciando desde roupas íntimas a prédios residenciais. No mesmo ano conseguiu um papel de apoio na novela da TV Globo Elas por Elas e aos poucos conquistou mais espaço na telenovela.
Também em 1982 Xuxa fundou sua primeira empresa, a Xuxa Produções, pessoa jurídica que cuida da marca de Xuxa e detém, com exclusividade, os direitos de comercialização do uso da marca e da imagem da artista, nacional e internacionalmente, e representa a artista em seus contratos em qualquer área. Todavia, em 1993 a Xuxa Produções foi responsável pela vinda da Dangerous World Tour de Michael Jackson ao Brasil, e já atuou em outros segmentos sem a presença de Xuxa, como a co-produção de filmes de Renato Aragão, Angélica e Padre Marcelo Rossi.
Aos 20 anos, em 1983, Xuxa foi convidada para apresentar o Clube da Criança, na extinta Rede Manchete. Naquele período trabalhava como modelo durante a semana em Nova York e gravava o programa nos fins de semana. No entanto, a agência a fez escolher entre a carreira de fotos e passarelas como modelo ou a TV, e Xuxa optou pelo programa de televisão. Com o sucesso de audiência do programa e do disco Xuxa e Seus Amigos, que vendeu 500 mil cópias, Xuxa foi contrata pela TV Globo e pela Som Livre. No mesmo ano, Xuxa fundou a grife O Bicho Comeu, responsável pela comercialização de roupas e acessórios infantis.
Com um salário inicial na TV Globo de US$ 40 mil, Xuxa teve vários aumentos em seu ordenado, que em 1987 já chegava a US$ 1 milhão. Também em 1987 fundou a Beijinho Beijinho Produções, responsável pela co-produção de programas de televisão e discos. Até 1988, as empresas de Xuxa eram comandadas pelo pai, o militar reformado Luís Floriano Meneghel, a mãe, Alda, os irmãos Cirano, Bladimir e Solange. Naquele ano Marlene Mattos, diretora de seu programa, e o advogado Luiz Cláudio Moreira assumiram o comando das empresas. A estreia da série de filmes de Xuxa para os cinemas deu-se no mesmo ano, com o filme Super Xuxa contra Baixo Astral, que foi assistido por mais de 2,8 milhões de espectadores. Naquele ano a fortuna da artista já ultrapassava os US$ 50 milhões. Em 1989 Xuxa já dividia com Hebe Camargo o título de apresentadora mais bem paga da América Latina, recebendo apenas na TV Globo US$ 1,5 milhão mensais. Naquele ano comprou a fazenda "MG Meneghel" em Rio Bonito, interior do Rio de Janeiro, que com três milhões de metros quadrados, tinha 50 cavalos manga-larga e 200 cabeças de gado leiteiro. Também em 1989 deu início às atividades da Fundação Xuxa Meneghel, que trabalha com quatro programas de desenvolvimento social (Programa de Redes e Incidência Política, Programa de Ações Socioeducativas, Programa de Atendimento Integrado e o Programa de Parcerias Institucionais) e atende 30 mil jovens por ano.
Em 1990 Xuxa já havia atingido a marca de 12 milhões de discos vendidos, o que havia gerado um faturamento de mais de US$ 110 milhões, dos quais 20% eram destinados a ela. O filme Lua de Cristal, lançado naquele ano, foi assistido por mais de 5 milhões de telespectadores e gerou um lucro de US$ 5 milhões para a Xuxa Produções. Naquele ano fundou a Xuxa International Corporation, com sede nas Ilhas Cayman, conhecido paraíso fiscal, responsável por arrecadar seus direitos autorais e royalties pelo mundo. Os royalties de Xuxa variavam entre 5% e 20% do lucro final da comercialização de produtos licenciados com sua marca. Xuxa teve um lucro final de US$ 19 milhões em 1990, resultando em sua aparição em 37ª na lista das "40 celebridades que mais enriqueceram no último ano" da Forbes, em 1991, sendo a primeira latino-americana a aparecer na lista. A revista informou que sua fortuna já havia ultrapassado a de Madonna e se equiparado à de Arnold Schwarzenegger.
Também no ano de 1990 Xuxa comprou um sítio em Vargem Grande, no Rio de Janeiro, por US$ 2 milhões. O imóvel passou por diversas reformas para que pudesse ser a residência oficial de Xuxa, com mini-zoológico e viveiro, piscina aquecida com cascata, casa principal (com 1050 m², dois andares e cinco suítes com closet), casa de hóspedes (com 280 m²), restaurante japonês (com 195 m², bar, cozinha industrial e lavanderia), academia de ginástica (com 196 m²), salão de festas (com 540 m²), estúdio de gravação (com 60 m²), sauna (com 62 m²), casa dos empregados (com 283 m²), antiga casa do caseiro (com 63 m²), edícula de apoio (com 67 m²), rouparia e depósito (com 306 m²), garagem para oito carros e heliponto. Com um total de 78 mil m², Xuxa percorria o imóvel com carrinho de golfe e o local servia de refúgio para a artista, o que não impedia que fãs dormissem na portaria do sítio à espera de Xuxa. O sítio, que foi chamado de Casa Rosa, era figura frequente em programas de televisão e revistas especializadas, consequentemente ganhando espaço na cultura popular, chegando a ser chamado de "Neverland" brasileira. Em 2007, com a preocupação de proporcionar uma vida social mais próxima do normal à filha Sasha, Xuxa colocou o sítio à venda por US$ 8 milhões. No entanto, a apresentadora não conseguiu vender o imóvel, que ainda faz parte de seu patrimônio. Ainda em 1990 Xuxa adquiriu um apartamento de US$ cinco milhões em Nova York, que ainda faz parte do patrimônio da artista, e aproveitou a abertura do mercado brasileiro aos veículos importados para fundar a Shine Car, concessionária de carros importados de luxo com sede no Rio de Janeiro. Com uma parceira com a Grendene, Xuxa vendeu 4 milhões de sandálias no Brasil, 1 milhão nos Estados Unidos, 1 milhão no México e 500 mil pelo restante da América Latina somente em 1990.
Em 1991 inicia sua carreira internacional como apresentadora de televisão, lançando o programa El Show de Xuxa pela Telefe, da Argentina. O programa era retransmitido para 17 países da América Latina e Estados Unidos. Entre 1991 e 1992 Xuxa recebeu US$ 1 milhão mensais pelo trabalho na emissora argentina. Lançou o Curso de Modelos Xuxa Meneghel, no Rio de Janeiro, com duração de sete meses e uma carga de seis horas semanais, as mensalidades partiam de US$ 60. Também em 1991 intensificou o licenciamento de produtos com sua marca e chegou a vender 1,5 milhão de sandálias somente nos Estados Unidos. Comprou cinco apartamentos de luxo em São Paulo e no Rio de Janeiro, o que lhe rendia US$ 200 mil em aluguéis.
Em 1992 Xuxa assinou um contrato com a rede de televisão espanhola Telecinco para 15 episódios do programa Xuxa Park, recebendo US$ 240 mil por episódio. Somente na TV Globo, Telefe e Telecinco Xuxa recebia mais de US$ 3,4 milhões mensais. Em maio de 1992 o patrimônio de Xuxa foi estimado em US$ 100 milhões pela People, fazendo dela a segunda artista mais rica do Brasil até então, com o mesmo patrimônio de Roberto Carlos e atrás de Silvio Santos. No mesmo ano fundou a Light Beam Corporation para licenciar sua marca exclusivamente nos Estados Unidos, vendendo neste ano, entre outros produtos, 500 mil bonecas. Xuxa fez 12 campanhas publicitárias no ano, recebendo US$ 200 mil por cada um. Xuxa teve um lucro final de US$ 27 milhões em 1992, resultando novamente em sua aparição na lista das "40 celebridades que mais enriqueceram no último ano" da Forbes, em 1993, desta vez na 28ª posição. Entre 1986 e 1992 Xuxa havia vendido 18 milhões de discos, o que havia gerado uma receita superior a US$ 175 milhões, dos quais 20% eram destinados a Xuxa. Com o programa Xou da Xuxa produziu quatro turnês, entre as quais a turnê Xou da Xuxa 89, na qual o cachê de Xuxa era superior a US$ 300 mil, com um esquema de produção que envolvia dez caminhões, 60 passagens aéreas, duas carretas, dois palcos de 25 toneladas, com mais de 150 pessoas envolvidas.
Em 1993 estreou o programa Xuxa nos Estados Unidos, em inglês. O programa era transmitido por mais de 100 retransmissoras no país, incluindo a CBS e a ABC Family, sendo também vendido para mais de 120 países. Pelo programa, Xuxa recebeu US$ 7 milhões e lançou seus produtos em mais de 100 países. Para que pudesse descansar entre as gravações do programa, Xuxa comprou uma mansão em Calabasas, Califórnia. Em setembro de 1999 a residência foi comprada pela cantora e atriz americana Brandy Norwood, por US$ 1,7 milhão. No ano de 1993 Xuxa movimentou US$ 220 milhões apenas em licenciamentos. No final daquele ano, um problema na coluna fez com que diminuísse o ritmo de trabalho. Em 1994 comprou a mansão de Madonna em Star Island, Miami, por US$ 15 milhões. Um passeio de barco para turista, intitulado Rich and Famous Tour, inclui a mansão de Xuxa no roteiro. Em valores atuais, uma mansão na ilha tem o preço mínimo de US$ 65 milhões.
No seu aniversário de 33 anos ganhou um Ferrari F355 de sua empresária Marlene Matos. Em 1996 realizou a turnê Tô de Bem com a Vida, com mais de 45 concertos e um cachê de US$ 350 mil. Naquele mesmo ano a imprensa internacional anunciava que Xuxa estaria triste por ter pouca vida privada. Em outubro anunciou que se afastaria da carreira em breve para tentar ser mãe através de inseminação artificial, o que não ocorreu por Xuxa ter de cumprir prazos contratuais, mas não impediu a artista de novamente diminuir o ritmo de trabalho. Em novembro seu patrimônio foi estimado em US$ 300 milhões. Também em 1996 fundou a Lar's Empreendimentos, responsável por investimentos imobiliários e pela criação do parque O Mundo da Xuxa em 2003.
Em 2000 adquiriu uma casa de US$ 1 milhão em Celebration, Flórida, perto da Disneyland. Em 2005 uma menina de 11 anos, filha de amigos de Xuxa, faleceu nos parques da Disney enquanto estava hospedada na casa de Xuxa.
Em 2002 adquiriu uma cobertura de quatro suítes por R$ 13 milhões em São Conrado, na cidade do Rio de Janeiro. Em 2008 parte da cobertura pegou fogo quando Xuxa, Sasha e Luciano Szafir estavam no imóvel. Luciano foi levado ao hospital com intoxicação pela fumaça que se alastrara rapidamente. Segundo a revista Veja, também em 2002, Xuxa tinha US$ 250 milhões em patrimônio referentes apenas a imóveis. O ano de 2002 também foi marcado pelo rompimento profissional de Xuxa e Marlene Mattos, que deixou o comando da holding de empresas de Xuxa, pela redução de seu salário na TV Globo a US$ 1 milhão mensais, que perdurou até sua saída da emissora, e a fundação da empresa Espaço Laser, na qual Xuxa possui 51% de participação. Fechou o ano com 200 produtos licenciados e faturamento mensal de R$ 30 milhões.
Em 2003 compra o então Parque do Gugu no Shopping SP Market, em São Paulo, e o transforma no parque de diversão O Mundo da Xuxa. Xuxa comprou o parque por R$ 15 milhões. O parque lucrava cerca de R$ 10 milhões anuais.
Em 2007, quando deixou de viver na Casa Rosa, Xuxa mudou-se para uma residência que havia construído no Condomínio Malibu, na Barra da Tijuca. A mansão de 1.700 m² e três andares é avaliada em R$ 10 milhões.
Em 2009 a Lar's Empreendimentos, de Xuxa, foi condenada a pagar uma indenização de R$ 50 mil por danos morais e materiais em processo judicial.
Em novembro de 2010 Xuxa não concordou com o aumento do aluguel do prédio que a Shine Car ocupava e acionou a empresa na justiça, mas perdeu a ação, deixando o imóvel e extinguindo a Shine Car em janeiro de 2011. Também em janeiro de 2011 Xuxa ganhou uma indenização de R$ 150 mil na justiça contra a Folha Universal, que havia afirmado em 2008 que a artista "era satanista e teria vendido sua alma ao demônio por US$ 100 milhões".
Em 2012 Xuxa recebeu R$ 2 milhões para participar de uma campanha publicitária da marca de produtos de beleza Wella, mudando a cor de seus cabelos, aparecendo morena pela primeira vez em sua carreira. A quantia foi doada para a Fundação Xuxa Meneghel.
Em 2013 a TV Bandeirantes foi condenada pelo Superior Tribunal de Justiça (STJ) a pagar uma indenização de R$ 1,1 milhão à apresentadora. O STJ julgou indevida a veiculação de fotos em que Xuxa aparece nua no programa Atualíssima da emissora em 2008. As imagens haviam sido publicadas pela Playboy antes de Xuxa se lançar como apresentadora de programas infantis no início dos anos 1980. O STJ rejeitou portanto o pedido da emissora para rediscutir o valor da indenização estabelecido pelo Tribunal de Justiça do Rio de Janeiro (TJRJ), em 2011. Também em 2013 Xuxa comprou uma ilha em Angra dos Reis, por R$ 12,7 milhões.
Em 2014 a TV Record foi condenada a pagar R$ 100 mil para Xuxa. A emissora foi processada por veicular fotos da apresentadora, do ensaio realizado para a Playboy nos anos 1980, sem autorização durante o Programa do Gugu, em 2012.
Em fevereiro de 2015 Xuxa recusou uma proposta de renovação com a TV Globo, pois seu salário passaria de US$ 1 milhão mensais, que recebia desde 2002, para R$ 250 mil, sem projetos próximos para voltar a apresentar um programa. No mesmo mês o parque O Mundo da Xuxa chegou ao fim, já que o local teria de passar por novos investimentos em atrações e no seu layout, para atender à necessidade de expansão do centro comercial em que se encontrava, o que não seria viável já que, devido à crise econômica no país, o parque havia tido um lucro final de R$ 4 milhões em 2014, contra R$ 10 milhões em 2008. Foi vendido para que no lugar fosse instalado o Parque da Mônica. Em março Xuxa assinou com a TV Record por R$ 1 milhão mensais. Caso seu programa deixasse a grade da emissora, Xuxa receberia R$ 250 mil mensais. Naquele mesmo ano a Espaço Laser faturou R$ 50 milhões. Xuxa, como empresária, teve um lucro final de R$ 160 milhões provenientes de suas empresas.
Em 2016 a Espaço Laser faturou R$ 60 milhões, expandindo sua atuação para 187 unidades pelo Brasil. Xuxa, como empresária, teve um lucro final de R$ 200 milhões com sua holding de empresas em 2016. No mesmo ano lançou-se como youtuber.
A empresa de festas infantis da apresentadora, Casa X, faturou R$ 17 milhões em 2017, crescimento de 50% em um ano.
O patrimônio líquido de Xuxa em maio de 2019 era de R$ 4 bilhões, fazendo-a uma das mulheres mais ricas do Brasil.

### Relacionamentos e maternidade

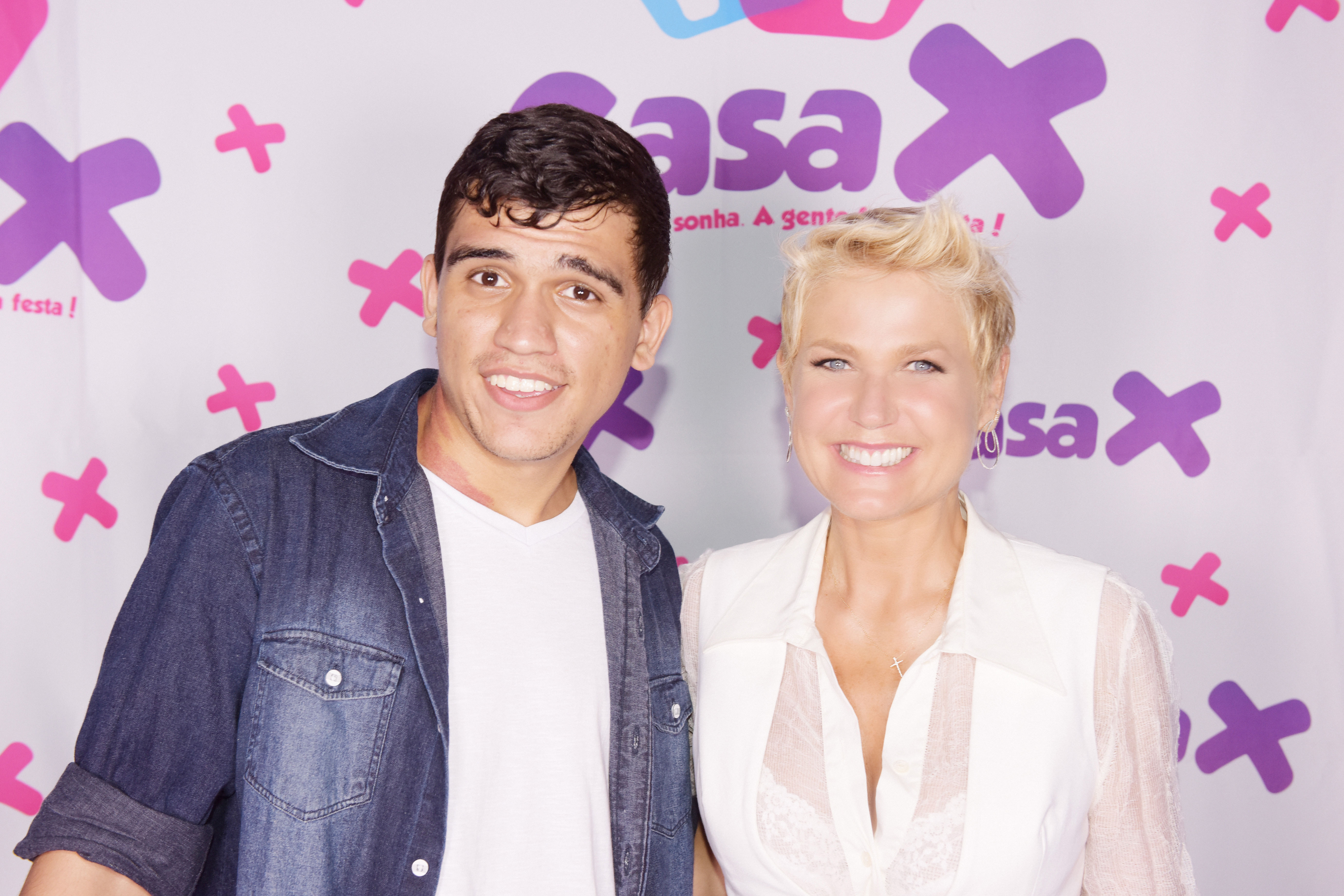
A artista posando para fotos com um fã (2015)

Entre 1981 e 1986 namorou o jogador de futebol Pelé estampando diversas capas de revistas e comerciais televisivos juntos. Entre 1988 e 1991 namorou o piloto de Fórmula 1 Ayrton Senna, com quem teve um relacionamento turbulento entre términos e retornos, além de queixa de ambos os lados pela falta de tempo. Entre 1997 e 1998 namorou o ator Luciano Szafir. Durante o relacionamento, Xuxa disse a Luciano que queria ter um filho com ele, porém o ator queria se casar antes, o que foi recusado por ela, que não tinha este sonho, e o casal então decidiu engravidar. Em 28 de julho de 1998 nasceu a filha do casal, Sasha Meneghel, que teve o parto noticiado no Jornal Nacional durante uma reportagem de 10 minutos.
Apesar de não terem continuado o relacionamento, Xuxa e Luciano continuaram amigos e protagonizaram o filme Xuxa e os Duendes 2: No Caminho das Fadas. A apresentadora cogitou ter outro filho com Luciano em 2002, porém desistiu. Em 2009 os dois retomaram o relacionamento durante alguns meses. Desde dezembro de 2012 namora o ator Junno Andrade.

### Homenagens no carnaval
Xuxa foi homenageada no carnaval carioca pelas escolas de samba Unidos do Cabuçu em 1992 e Caprichosos de Pilares em 2004. Teve como enredos Xuxa, a Realidade Vira Sonho no Xou da Cabuçu em 1992, e Xuxa e Seu Reino Encantado no Carnaval da Imaginação em 2004. Nesse desfile, a Caprichosos apresentou a história e a carreira da apresentadora. Xuxa desfilou em cima do último carro, junto às Paquitas. Um número grande de fãs não gostou do posicionamento da apresentadora no último carro porque, devido ao julgamento, a escola teve de acelerar a harmonia e sua evolução. A escola ficou em 12º lugar no carnaval, por pouco não sendo rebaixada para o Grupo de acesso A.
Em 2011 a Inocentes da Caprichosos reeditou o samba-enredo da Caprichosos de 2004, Xuxa e Seu Reino Encantado no Carnaval da Imaginação.
Em Arroio Grande, no Sul do Estado do Rio Grande do Sul, a escola de samba Mirim Raízes do Arroio Grande prestou homenagem à apresentadora em 2006 com o enredo O Reino Encantado da Xuxa.

## Filantropia e ativismo

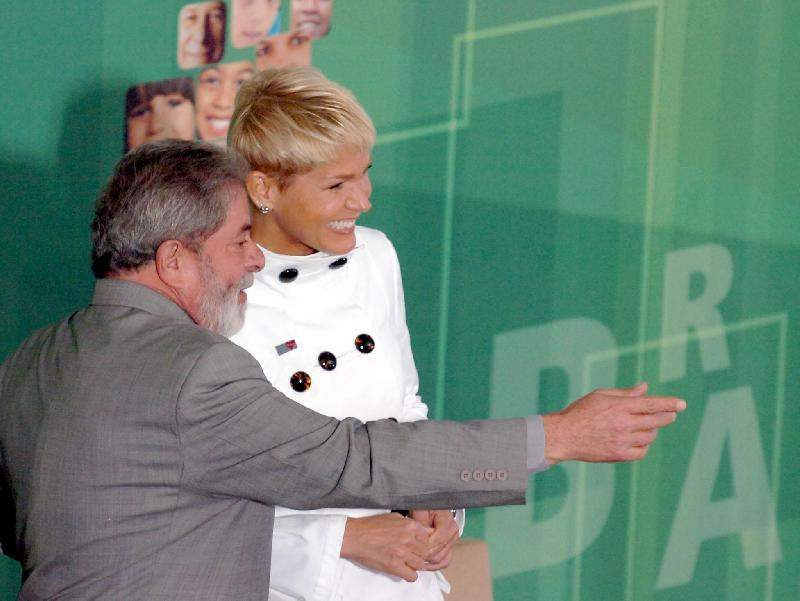
O presidente Luiz Inácio Lula da Silva e a apresentadora Xuxa, durante cerimônia de lançamento da campanha "Não Bata, Eduque!"

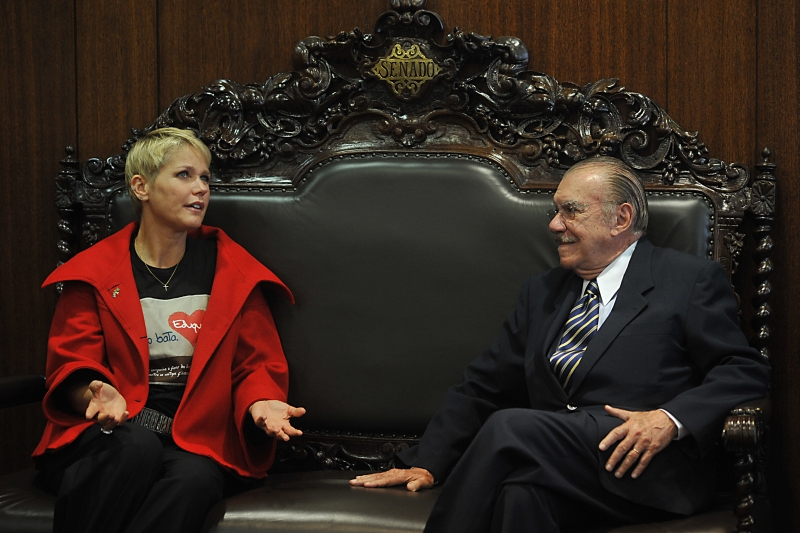
Xuxa conversa com o então presidente do senado José Sarney, sobre o projeto de lei que estabelece o direito da criança e do adolescente de serem educados e cuidados sem o uso de qualquer forma de violência.

Em de junho de 2007, Xuxa encontrou-se com o presidente Lula para lançar em Brasília a campanha nacional Não Bata, Eduque!, contra os castigos físicos e humilhantes em crianças.
Depois de uma pesquisa, feita pela equipe do ex-vice-presidente americano Al Gore, Xuxa foi escolhida para representar o Brasil no show internacional Live Earth, além de se tornar a porta-voz da causa no país. O show aconteceu simultaneamente em sete países, no dia 7 de julho de 2007. O espetáculo pretendeu alertar sobre os efeitos das mudanças climáticas na Terra.
No mesmo dia em que se apresentou no Live Earth, 7 de julho de 2007, Xuxa lançou o XSPB 7 - Brincadeiras, em São Paulo. O DVD, produzido pela Conspiração Filmes, resgatou brinquedos e brincadeiras esquecidos com o tempo e rapidamente entrou para a lista dos mais vendidos.
Em março de 2008, a apresentadora participou do lançamento da "Campanha pelo uso responsável da internet", uma parceria da Fundação Xuxa Meneghel. Também em 2008, Xuxa recebeu a medalha de honra na "ECO 2008" em Brasília, por causa do trabalho sócio-ambiental realizado pela sua fundação. Em novembro do mesmo ano, Xuxa recebeu do príncipe Albert em Mônaco, na Europa, uma homenagem pela sua dedicação filantrópica às crianças no Brasil.
Em agosto de 2010, Xuxa foi convidada pelo presidente nacional do SESI, Jair Meneguelli, a ser madrinha nacional da campanha contra exploração sexual de jovens. O projeto chama-se "Vira, vida" atende meninos e meninas de 16 a 21 anos que viveram em situação de violência. Além disso, Xuxa é madrinha da Campanha Carinho de Verdade, que busca conscientizar a sociedade sobre o problema da abuso sexual de crianças e adolescentes.
Em maio de 2011, Xuxa e a rainha Sílvia da Suécia, fundadora da organização internacional World Childhood Foundation, participaram do debate: Experiências de Legislação Contra Castigos Corporais de Crianças e Adolescentes, realizado na Câmara dos Deputados, em Brasília.
O objetivo do evento era discutir a experiência da Suécia, país pioneiro no enfrentamento aos castigos corporais há mais de 30 anos, e de países como Costa Rica, Venezuela e Uruguai, que já adotaram leis semelhantes. A ministra da Secretaria dos Direitos Humanos, Maria do Rosário, também compareceu ao encontro.

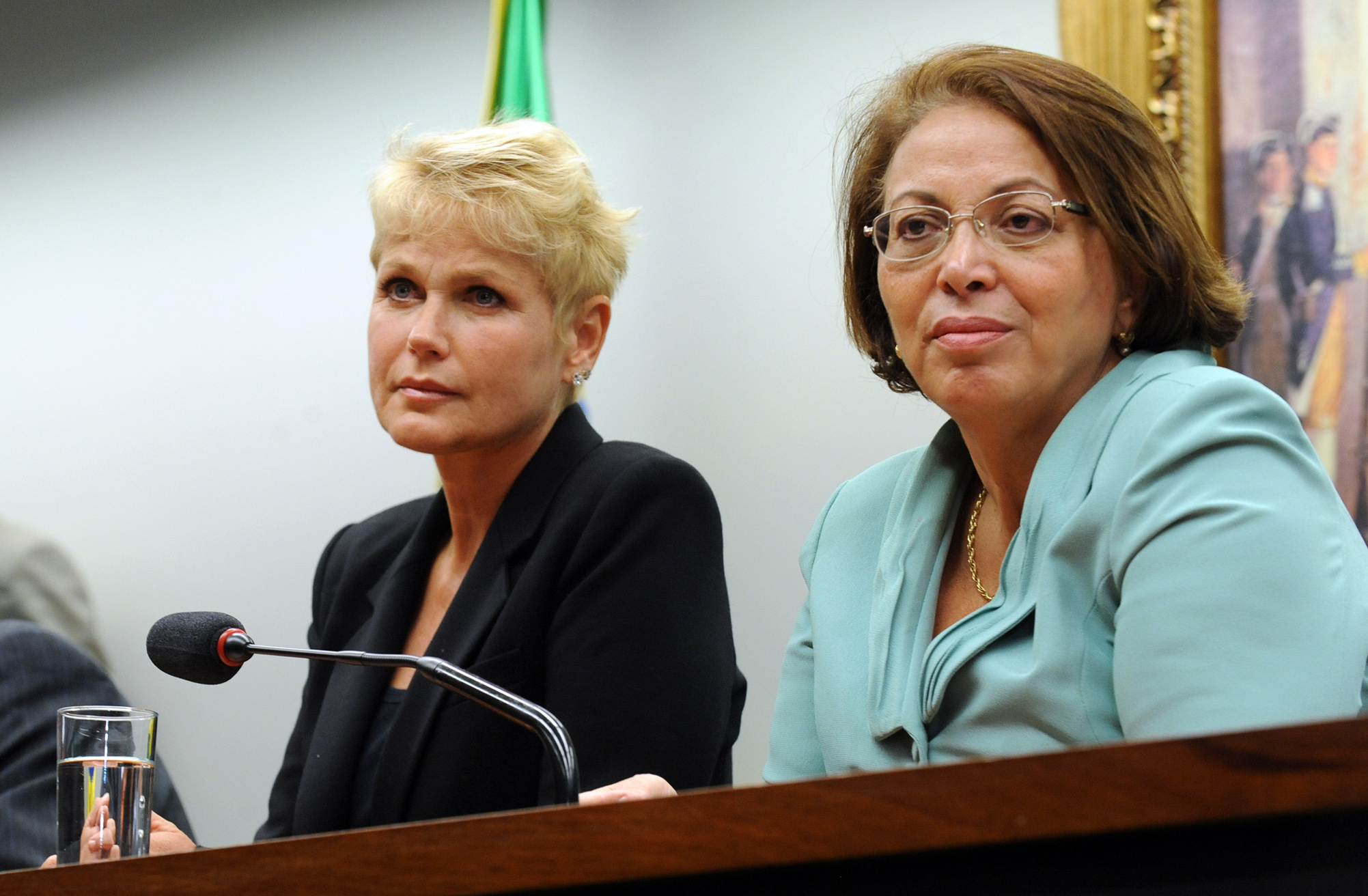
Xuxa e a ministra da Secretaria de Direitos Humanos da Presidência da República Ideli Salvatti, em sessão na Câmara dos Deputados para apoiar o Projeto de Lei 7672/10, conhecido como Lei Menino Bernardo.

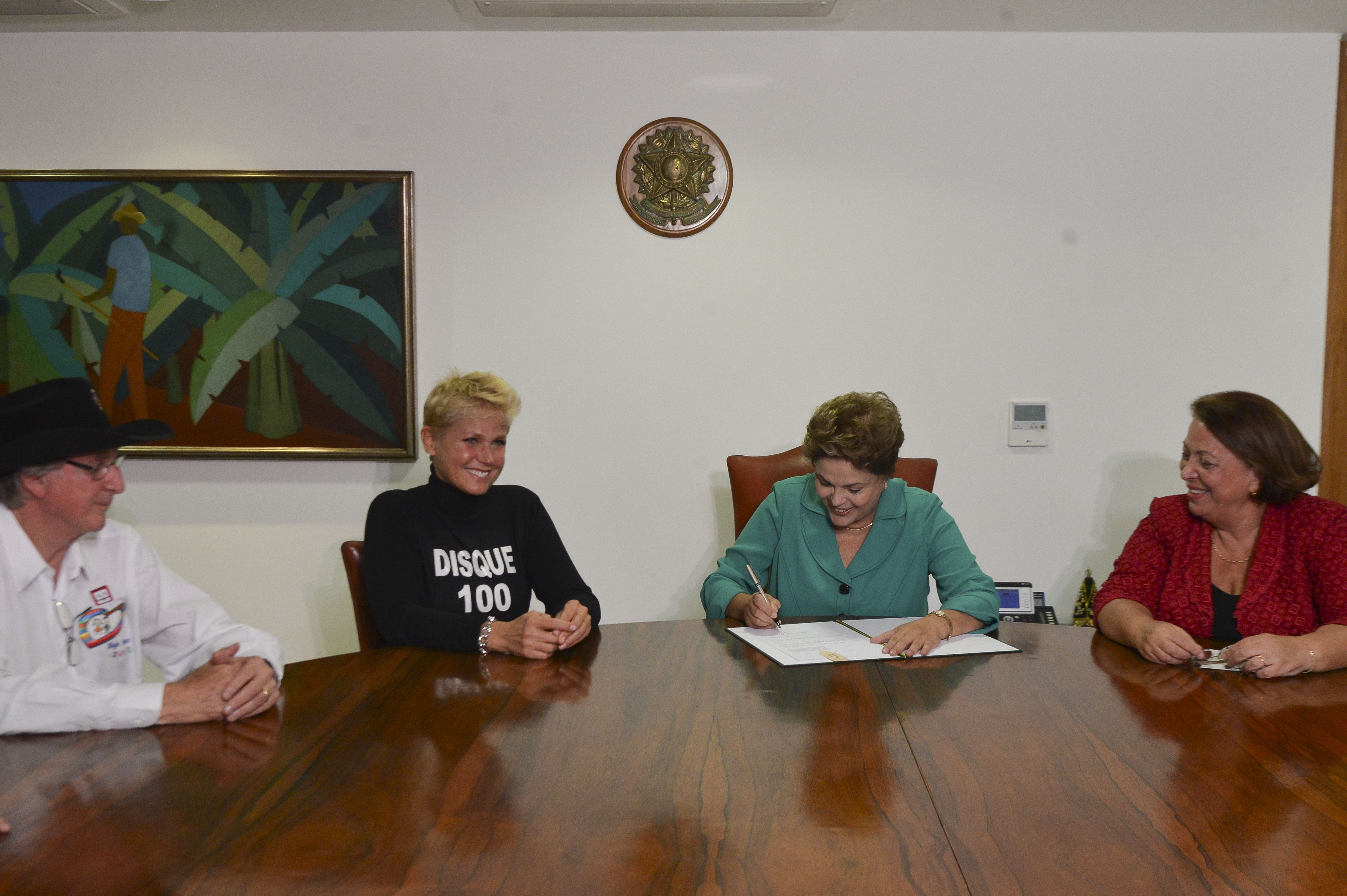
Xuxa com a presidente Dilma Rousseff, a ministra Ideli Salvatti e o cantor Sérgio Reis.

Em setembro de 2011, a cantora colombiana Shakira e a apresentadora Xuxa se uniram, através de suas fundações beneficentes, para ajudar crianças menores de seis anos de comunidades mais pobres do Brasil. As duas artistas e autoridades do Governo brasileiro assinaram acordo, no Rio de Janeiro, de cooperação que em seus primeiros quatro anos pretende levar "melhor educação" a crianças de 100 centros educativos no Brasil.
Na assinatura do acordo, realizada na comunidade Cidade de Deus, participou, além de Shakira e Xuxa, o governador do Rio de Janeiro, Sérgio Cabral. O programa contempla a capacitação dos profissionais que trabalham nos jardins e pré-escolas públicas do país, em áreas como metodologia pedagógica de qualidade, seleção de recursos humanos, formação profissional de professores e trabalho com a família e a comunidade. A Fundación Alas, liderada por Shakira, trabalha para impulsionar o desenvolvimento infantil como o melhor investimento para a América Latina, enquanto a Fundação Xuxa Meneghel, a cargo da cantora brasileira de música infantil, atua como uma rede que procura o respeito da convenção sobre os direitos da infância.
Em 2012, ela concedeu uma entrevista ao Fantástico mencionando que foi vítima de abuso sexual quando era menor de idade e que trauma a fez lutar pelos direitos das crianças. Com isso a Xuxa fez com que milhões de pessoas abrissem seus corações e falassem dos abusos que sofrem ou sofreram.
Xuxa é madrinha da Campanha Trinacional de Combate à Exploração Sexual contra Crianças e Adolescentes, que reúne Brasil, Paraguai e Argentina. Por meio da Fundação Xuxa Meneghel, a apresentadora cederá sua imagem para a produção dos materiais publicitários de toda a campanha. A iniciativa reúne a Itaipu Binacional, as secretarias municipais de Assistência Social e Turismo, Organização Internacional do Trabalho (OIT), Conselho Municipal do Turismo, Vara da Infância e da Juventude, Ministério Público do Trabalho, Rede Proteger e representantes de entidades do Paraguai e da Argentina.
Em 21 de maio de 2014, a presidente Dilma Rousseff sancionou a lei que torna hediondo o crime de exploração sexual de crianças e adolescentes, ao lado da apresentadora Xuxa e da ministra Ideli Salvatti. Pelo Twitter, Dilma disse que a imposição de penas mais duras vai fortalecer o combate a esse tipo de crime. “A partir de hoje, o Brasil passa a contar com um forte instrumento legal na luta contra a exploração sexual de crianças e adolescentes. Sancionei a lei que faz dessa prática um crime hediondo, impondo sentenças mais duras. Essa lei fortalece nossa batalha contra um crime que fere nossas crianças e envergonha o país”, escreveu a presidenta em sua conta pessoal na rede social. A ministra da Secretaria de Direitos Humanos, Ideli Salvatti, comemorou a sanção da lei e também avaliou que a mudança vai endurecer o enfrentamento dessa prática criminosa. “É uma forma de agravar a pena e buscar inibir essa forma de violência”, avaliou. A apresentadora Xuxa, que se reuniu com Dilma e participou da cerimônia de sanção no Palácio do Planalto, também comemorou a nova lei e disse que os condenados por esse tipo de crime agora serão punidos e “terão que pagar por muito tempo”.
Em 4 de junho, Xuxa acompanhou no plenário do Senado Federal a aprovação da “Lei da Palmada” (PLC 58/2014), que havia sido aprovada na Comissão de Direitos Humanos e Legislação Participativa (CDH) da Câmara dos Deputados. Ao ser questionada sobre as críticas que alguns pais fazem sobre a proposta, principalmente sobre como vão educar os filhos, Xuxa afirmou que eles podem educar de qualquer maneira, mas sem violência: "Temos que mostrar que as pessoas podem e devem ensinar sem violência" — defendeu. Xuxa disse que o projeto deve ser tratado como Lei Menino Bernardo, e não Lei da Palmada.
Em março de 2020, em prol do combate da Pandemia de COVID-19, Xuxa doou um milhão de reais ao Sistema Único de Saúde (SUS) e trezentos mil sabonetes para pessoas carentes de São Paulo e Rio de Janeiro. Em junho de 2020, anunciou que vai doar os lucros de seus novos livros para a Aldeia Nissi, na Angola, e para instituições de animais abandonados.

## Influência e Impacto no funk
Xuxa é considerada uma das pioneiras para a explosão midiática do funk no Brasil, se denominando na época como funkeira e sendo chamada de Rainha do Funk por cantores do gênero. O ritmo era esnobado pelos meios de comunicação da época, como rádios e programas. Em 1990, o funk mesclava rap e Miami bass, iniciando aos poucos as batidas marcantes do funk como conhecemos hoje. No mesmo ano, o filme Lua de Cristal foi visto por 5,5 milhões de pessoas nos cinemas do país e em outros da América Latina, onde há uma cena em que Xuxa dança funk com o grupo Movimento Funk Clube, com músicos que estariam na capa do álbum Funk Brasil 2, creditados como Fat Boy, MC Havage, Abdullah, Lazer Bick e MC Paulão. Foi nos bastidores que ela conheceu DJ Marlboro, um dos principais criadores do ritmo, que mais tarde foi tocar no Xou da Xuxa.
Em 1992, o programa Paradão da Xuxa era dedicado a atrações musicais, cada edição focada em um ritmo diferente. Marlboro conseguiu colocar uma fita de funk no ar e fazer a apresentadora se empolgar e anunciar, sem consultar a produtora de Xuxa, Marlene Mattos, que haveria um programa dedicado ao ritmo. Foi um sucesso. Artistas como Abdullah, com quem colaborou futuramente, e o grupo You Can Dance, futuros assistentes de palco, cantaram no programa. Aquele momento foi muito importante porque o funk estava sendo perseguido, massacrado, discriminado. Aí vai uma loira, rica, de olho azul e fala que é funkeira. Bota uma interrogação na cabeça de todo mundo. Não é música de preto, pobre e favelado? Ele reforça na entrevista a gratidão que o funk tem com a Xuxa pelo fato de a apresentadora ter, naquele momento, batido o pé e feito questão de ser funkeira, diz DJ Marlboro.
Em 1994, estreava o programa Xuxa Park, com o quadro musical Xuxa Hits voltado para jovens e adolescentes. O quadro fez tanto sucesso que virou um programa independente. Em 1991, Xuxa lançava o álbum Sexto Sentido. Sua principal música, Hey DJ, tinha alguns elementos de funk, sendo performada com as Paquitas e o You Can Dance em baladas para promover o álbum. O grupo You Can Dance era formado majoritariamente por jovens negros — Kall, Kadu, Tom e Fly — que fizeram muito sucesso ao lado da loira e lançaram dois álbuns de estúdio com canções de funk enquanto ficaram no programa, sendo os maiores sucessos Anjo, Bota o Bumbum pra Dançar, You Took My Love e Te Quero Tanto. As Paquitas New Generation lançaram seu álbum contendo canções de funk melody em 1995. A assistente de palco negra Bombom também foi bem recepcionada pelo público e fazia parte dos programas Xuxa Park, Xuxa Hits e futuramente do Planeta Xuxa. Passaram três gerações de Paquitas e a Bombom ficava. O fato de ela colocar uma negra em destaque no programa foi um sonho para mim e muitas outras meninas, diz a dançarina. Marlboro era um dos DJs fixos do programa, integrando uma das atrações responsáveis pela explosão do funk pelo país. Em entrevista à GloboNews, Xuxa relata: A primeira vez que eu recebi um não da Globo foi com o funk. Tanto é que, quando eu comecei a trazer o funk e começou a dar certo, os outros programas não passavam. O Brasil inteiro conheceu o funk a partir dali, reafirma DJ Marlboro.
Em 1995, o Xuxa Hits virou um programa independente, recebendo constantemente artistas funkeiros como MC Marcinho, MC Markynhos, MC Dolores, William e Duda, MC Júnior e MC Leonardo, Mr. Mú, Latino, Tchello, Cidinho e Doca, entre outros. No mesmo ano, o álbum Luz no Meu Caminho da Xuxa continha duas músicas de funk: Funkeiro, que relata o dia a dia dos funkeiros em bailes, e o funk melody Príncipe Encantado, falando sobre amor e solidão. No final de 1995, Xuxa foi considerada pelo júri do Jornal do Brasil como uma das mulheres mais deselegantes do ano, na 4ª posição, devido ao excesso do ritmo no Xuxa Park e Xuxa Hits. Tem que maneirar no funk em seu programa, dizia a matéria.
Em 1996, os intérpretes da música Rap da Felicidade, um dos funks mais famosos do país, com forte crítica social, MCs Cidinho e Doca, lançaram em homenagem à Xuxa o Rap da Xuxa, que narra sua trajetória e enaltece a apresentadora e seus programas: E hoje no seu programa, dentro da minha canção, vendo uma oportunidade pros funkeiros sangue bom, na madeira meu amigo, é ferro e é rekinte, e na televisão Xuxa Park, e Xuxa Hits.
Em 1997, o Xuxa Hits saía do ar e estreava o Planeta Xuxa, com os mesmos moldes do programa anterior. Nele, a dupla de funk Claudinho e Buchecha, conhecidos por serem os queridinhos da apresentadora, foram as atrações mais frequentes. Marlene Mattos, diretora-geral do Planeta, também recorda da introdução do funk para o grande público: Hoje em dia, a gente vê o funk em todo lugar, mas foi a Xuxa que começou a colocar o funk na TV aberta, em horário nobre. Ela fazia uma farra com Claudinho & Buchecha, ela se recorda. Em 1998, Xuxa lançou o sucesso Pelotão da Xuxa, que continha influência de funk, e seu remix era ainda mais intenso.
Em 2001, foi lançada a música Giro do Planeta com Abdullah, executada em todo programa Planeta Xuxa na sua entrada, sendo tocada em boates na época. Nesse período, o Bonde do Tigrão marcava presença com os sucessos Cerol na Mão, O Baile Todo e Tchu Tchuca. No mesmo ano, o príncipe do funk MC Marcinho, dono de hits como Princesa, Rap do Solitário e Garota Nota 100, lançou Glamurosa, inspirado em Xuxa, que segundo ele, se tornou um hit após começar a ser exibido em programas de televisão como o da Xuxa. O funk deve muito a ela. Quando todo mundo tinha preconceito, ela batia no peito e dizia que era funkeira, além de chamar todo mundo para se apresentar no programa dela. Os versos Glamurosa, rainha do funk, Poderosa, olhar de diamante são referências à apresentadora.
Em 2005, Xuxa lançava no álbum Xuxa Festa a música Dança da Xuxa Remix, uma versão funk da música de 1988, sendo uma das mais famosas da carreira. Em 2013, lançou no álbum Só para Baixinhos 12: É pra Dançar a canção É o Frevo, É o Funk, com participação de Buchecha.

## Produtos
Xuxa vendeu milhões de produtos em sua carreira, incluindo discos, cds, revistas em quadrinhos, material escolar, brinquedos, ingressos de cinema e outros, sendo a maior artista com produtos vendidos na história do país. Em 1989, com 4 anos de carreira fonográfica, já havia atingido 60 milhões de consumidores. Abaixo a lista de vendas de seus produtos.
Álbuns: Fontes divergem entre 50 ou 60 milhões de álbuns vendidos. Oficialmente, a Som Livre informou 28 milhões de cópias até 2025.  De 1986 à 1988 ela vendeu em torno de 12 milhões de cópias. Já de 1985 à 1993, Xuxa vendeu 25 milhões de discos, tornando-se a campeã latino-americana de vendas. Em 2000, era estimada que Xuxa já tinha vendido 30 milhões de cópias vendidas. O Xou da Xuxa foi o primeiro álbum da história do país a alcançar 2,6 milhões de cópias vendidas, superando na época Roberto Carlos. O Xou da Xuxa 3 é o álbum mais vendido do Brasil e o álbum infantil mais vendido do mundo, com mais de 5 milhões de cópias vendidas, sendo o primeiro da história do país a alcançar a marca de 3 milhões de cópias vendidas. 
Revistas em Quadrinhos: 35 milhões(até 1992). Em 1990 Xuxa superava as vendas da campeã de 10 anos consecutivos, a Turma da Mônica, na época a loira vendia 400 mil unidades de revistas em quadrinhos mensalmente.
Ingressos de cinema: Com 37 milhões de telespectadores, Xuxa se consagrou como a maior artista feminina nas telonas. O filme Lua de Cristal- que passou em países na América Latina- é o mais visto dos anos 90 no país com 5,5 milhões de telespectadores. Em 2001, Xuxa Popstar foi o filme mais visto nos cinemas, e o único nacional presente no top 10.
Cadernos da Tilibra: Lançado em 1987, 4,8 milhões de unidades eram vendidas anualmente, totalizando 14,4 milhões de unidades vendidas(até 1990).
Balas: 12 milhões de balas (apenas em 1987).
Xampus e sabonetes: 1,8 milhões (em apenas um mês em 1987)
Bonecas: 10 milhões (até 1997).
A 1ª boneca da apresentadora, lançada em 1987, vendeu mais de 800 mil unidades, e depois foi lançada em toda a América Latina, provavelmente vendendo mais de 1 milhão de cópias.
A linha de bonecas da Xuxa lançada em 1993 para os Estados Unidos vendeu 500 unidades no primeiro final de semana, alcançando 200 mil rapidamente, sendo encomendada mais 50 mil bonecas, vendendo 250 mil unidades no país. Em Porto Rico, por exemplo, uma rede de lojas de brinquedos começou a oferecer boutiques Xuxeria em 1991, e as vendas de bonecas Xuxa logo superaram as das Tartarugas Ninja. Em 1997 Xuxa lançou uma nova linha de bonecas que ultrapassou 1 milhão de cópias vendidas na época, sendo relancada em 2024 e esgotando em menos de 24 horas as mil unidades, sendo encomendadas mais bonecas, ultrapassando 1,5 mil bonecas vendidas.
Sandálias: 18,7 milhões.
Em 1990, foram vendidos 4 milhões de pares apenas no Brasil e 1 milhão no México, chegando a 500 mil pares somando outros países da América Latina. Em 1991, 600 mil  pares foram vendidos No México, 750 mil em Porto Rico e 2 milhões no Brasil. Em 1992 Xuxa vendeu mais de 1 milhão de sandálias em Porto Rico, vendendo mais pares do que no ano anterior no país, e posteriormente, em 1993, 1 milhão de pares nos EUA, totalizando 2 milhões de sandálias  vendidas no território americano. Totalizaram 15 milhões de pares vendidos mundialmente até 1994. Já em 1996, a expectativa era de 1 milhão de sandálias vendidas no Brasil, chegando ao número de 3 milhões de pares.
Álbuns de Figurinhas e Figurinhas: Lançado em 1987, vendeu 300 mil unidades e 20 milhões de unidades respectivamente.
Pasta de Dente: 20 milhões de unidades. Parceria com a Colgate começou em abril de 1988, com vendas disponíveis até o fim de 1989. Vendia em torno de 1 milhão de unidades mensais.
Sapatos: Em apenas um mês- outubro de 1986- Xuxa vendeu 2 milhões de “sapatinhos”.
Botinhas: As botinhas da Xuxa fizeram sucesso nos anos 80 e 90. Apelidada de “Botuxa”, vendeu 800 mil cópias apenas em 1987.
Jogos e Brinquedos: Jogos de tabuleiro e outros brinquedos começaram a ser fabricados em 1987, como o “Xuxapo”, “Bobeou Dançou”, “Xou de Acertos” e “Xuxa no Mundo do Doce Mel”, vendiam em torno de 1 milhão de unidades por ano, totalizando 4 milhões de unidades vendidas (até 1991).
Xuxo: Pelúcia do cãozinho da Xuxa- o Xuxo- que vendeu 800 mil cópias apenas em 1987.
Ovos de Páscoa: Xuxa, que tinha parceria com a Garoto, em 1990 tinha vendido 51 milhões de ovos. Já em 1992, 2,2 mil toneladas de ovos de páscoa foram vendidos, que é cerca de 12 milhões de unidades.
Celular da Xuxa: Lançado pela empresa Oi em 2002, vendeu em torno de 100 mil cópias.
Bicicletas: Em 1991, foi relatado que as bicicletas de Xuxa, da Monark, vendiam 100 mil unidades por ano, lançado em 1989, até o momento ele havia vendido 300 mil unidades.
Dicionário da Xuxa: Em 1991, foi relatado que o dicionário da Xuxa vendia 100 mil unidades por ano, lançado em 1987, até o momento ele havia vendido 600 mil unidades.
Furgão da Xuxa: Lançado no final de 1989, o ônibus de brinquedo era voltado pro público masculino.

## Discografia
- Xuxa e Seus Amigos (1985)
- Xou da Xuxa (1986)
- Xegundo Xou da Xuxa (1987)
- Xou da Xuxa 3 (1988)
- 4.º Xou da Xuxa (1989)
- Xuxa (1989)
- Xuxa 5 (1990)
- Xuxa 2 (1991)
- Xou da Xuxa Seis (1991)
- Xuxa 3 (1992)
- Xou da Xuxa Sete (1992)
- Xuxa (1993)
- Sexto Sentido (1994)
- El Pequeño Mundo (1994)
- Luz no Meu Caminho (1995)
- Tô de Bem com a Vida (1996)
- Xuxa Dance (1996)
- Arraiá da Xuxa (1997)
- Boas Notícias (1997)
- Só Faltava Você (1998)
- El Mundo Es de los Dos (1999)
- Xuxa 2000 (1999)
- Xuxa Só Para Baixinhos (2000)
- Xuxa Só para Baixinhos 2 (2001)
- Xuxa Só para Baixinhos 3 (2002)
- Xuxa Só para Baixinhos 4 (2003)
- Circo (2004)
- Xuxa Solamente para Bajitos (2005)
- Xuxa Festa (2005)
- Xuxa Só para Baixinhos 7 (2007)
- XSPB 8 (2008)
- Natal Mágico (2009)
- XSPB 10: Baixinhos, Bichinhos e + (2010)
- XSPB 11 (2011)
- Xuxa Só para Baixinhos 12: É pra Dançar (2013)
- ABC do XSPB (2016)
- Raridades X (2024)
- Raridades de Natal (2024)
- Xuxa Só para Baixinhos 14: Cores (2025)

## Turnês
- Xou da Xuxa 86 (1986–87)
- Xou da Xuxa 87 (1987)
- Xou da Xuxa 88 (1988)
- Xou da Xuxa 89 (1989)
- Xou da Xuxa 90 (1990)
- Xuxa 92 (Curar El Mundo) (1992–93)
- Sexto Sentido (1994–96)
- Tô de Bem Com a Vida (1996–97)
- CarnaXuxa (1997–98)
- Arraiá da Xuxa (1997)
- Boas Notícias (1998)[279]
- Só para Baixinhos: O Show (2002–03)[280]
- Xuxa Circo (2004–05)[281]
- Xuxa Festa (2008–09)[282]
- Natal Mágico Tour (2009–14)[283]
- XuChá: O Chá da Xuxa (2016–17)